# Parchim
Parchim (umgangssprachlich auch: Pütt, niederdeutsch: Parchen) ist die Kreisstadt des Landkreises Ludwigslust-Parchim in Mecklenburg-Vorpommern, 40 km südöstlich der Landeshauptstadt Schwerin. In der amtsfreien Stadt Parchim befindet sich der Verwaltungssitz des Amtes Parchimer Umland, dem zehn Gemeinden angehören. Die Stadt ist eines der 18 Mittelzentren des Landes.

## Geografie

### Geografische Lage
Die Stadt liegt südlich der Pommerschen Hauptendmoräne. Nördlich der Stadt liegt die Sternberger Seenlandschaft, südöstlich schließt sich die Mecklenburgische Seenplatte und nordwestlich die Lewitz an. Die Landschaft ist im Verlauf der Weichseleiszeit vor etwa 12.000 Jahren in den Urstromtälern und Sandern des Pommerschen Stadiums entstanden.

Durch Parchim fließt der Fluss Elde, der sich hier in einige Arme aufteilt und Inseln bildet. Im Nordosten der Stadt befindet sich der 60 Hektar große Wockersee, an dessen nördlichem Ufer die Wocker einmündet. Durch die Stadtlage sind etwa zwei Drittel des Westufers und das Südufer bebaut. Er dient der Stadt als Naherholungsgebiet. Im Norden und Osten wird der See von Wäldern und Wiesen, im Norden auch von Feuchtwiesen umgeben. Im Süden Parchims existiert mit dem „Slater Moor“ ein naturbelassenes Feuchtgebiet. Größere Waldgebiete befinden sich im Norden bei den Ortsteilen Neuhof und Dargelütz sowie im Süden bei Slate und Kiekindemark. Östlich von Parchim überwiegt die ackerbauliche Nutzung der Flächen. Im Südosten liegt das „Buchholz“. Westlich des eigentlichen Stadtgebietes befindet sich eine kleinere Exklave, an deren Westgrenze der Störkanal in die Müritz-Elde-Wasserstraße mündet.

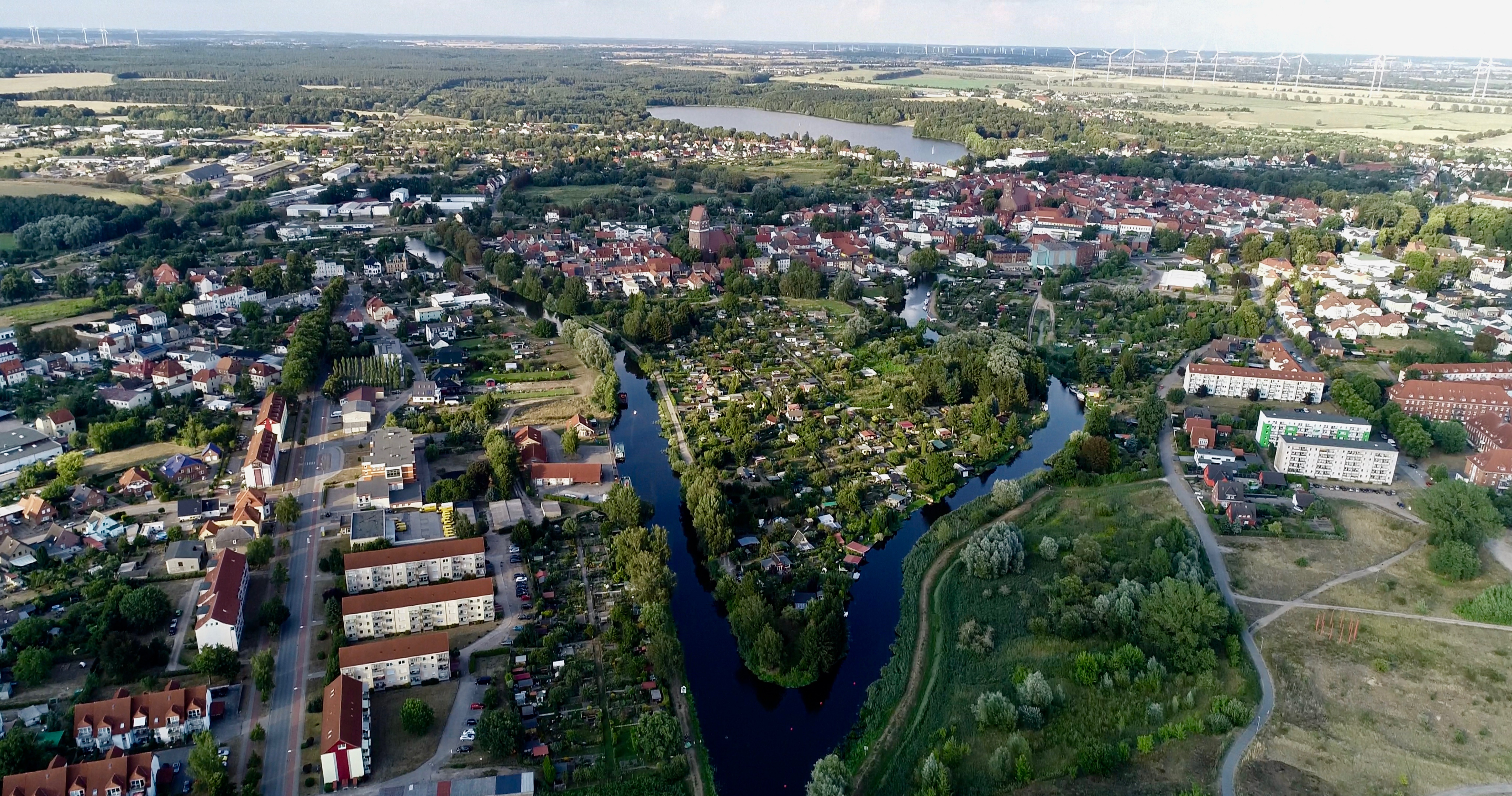
Altstadt – Elde – Wockersee Foto: Florian Behncke

Die höchsten Erhebungen im Stadtgebiet liegen bei Slate und Kiekindemark im Süden und erreichen mit dem Großen Vietingsberg 108,9 m ü. HN und dem Maiblumenberg 116,2 m ü. HN. Die Anhöhen fallen steil zur Müritz-Elde-Wasserstraße ab.

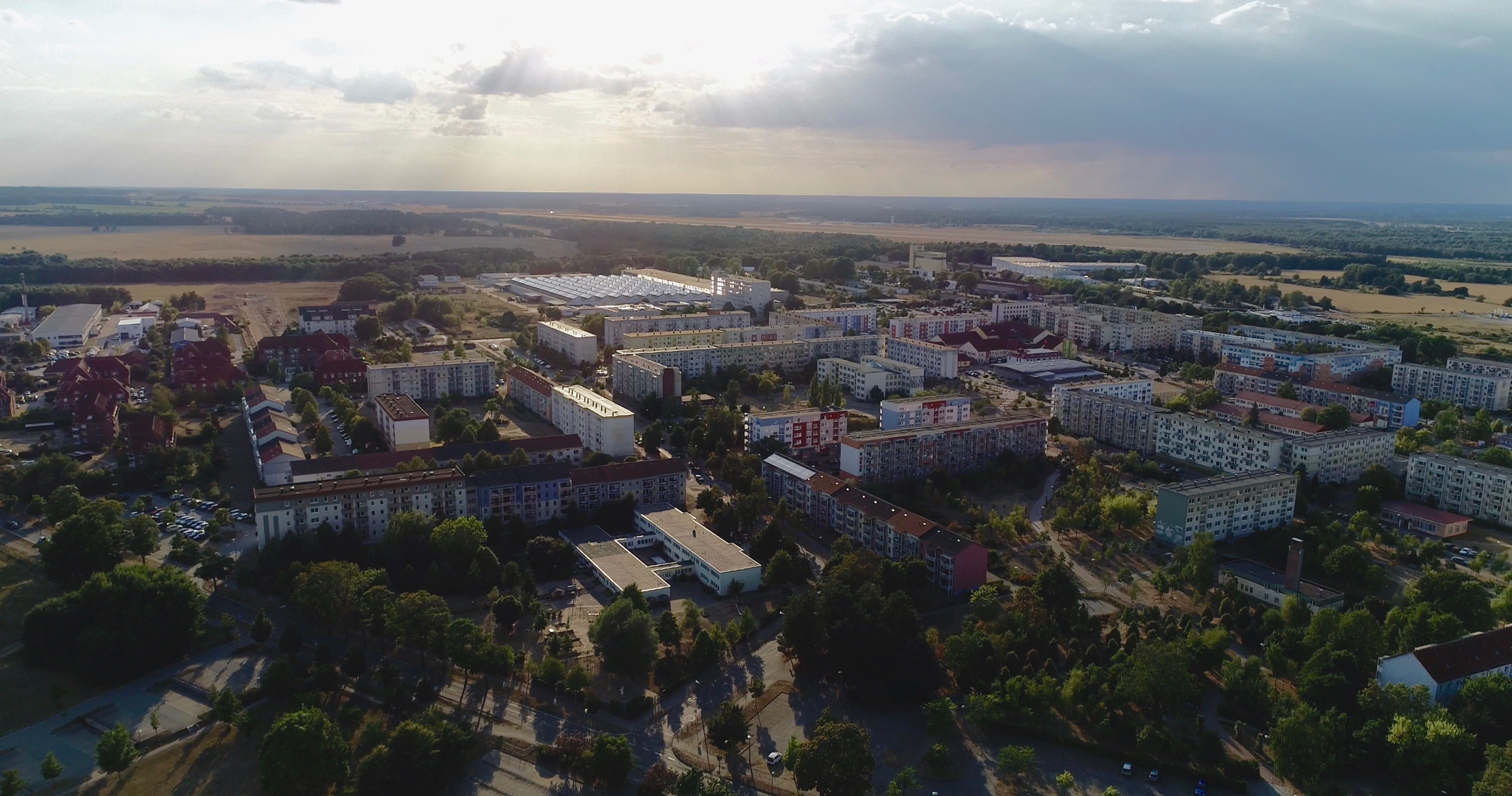
Der Stadtteil Weststadt in Parchim

### Stadtgliederung
Zu Parchim gehören die Ortsteile Dargelütz, Kiekindemark, Neuhof, Neuklockow und Slate. Zum 25. Mai 2014 kam die Gemeinde Damm mit den Ortsteilen Malchow, Möderitz und Neu Matzlow zum Stadtgebiet hinzu.
Die Stadt Parchim teilt sich nach geläufiger Meinung in die Stadtteile Weststadt, Eldevorstadt, Südstadt, Brunnenfeld, Oststadt, Altstadt inkl. Zentrum, Neustadt, Rabensoll und Wockerstadt sowie Regimentsvorstadt. Offiziell besteht diese Einteilung anhand fester Gemarkungsgrenzen jedoch nicht, wenn auch Bezeichnungen wie Weststadt bei der Namensgebung des hiesigen Weststadt-Center wiederzufinden sind und sich der Begriff „Brunnenfeld“ für das einstige B-Plan-Gebiet „Brunnenfeld“ eingebürgert hat.

## Geschichte

### Name
Der Name Parchim ist aus dem Slawischen abgeleitet. Nach einer sehr freundlichen Version soll der Name von dem Sonnengott Parchom abstammen. Der altpolabische Name Parchom könnte andererseits von parch abstammen und übersetzt aus dem polnischen/niedersorbischen etwa Räude heißen und somit Ort der wüsten Feldmark bedeutet haben. Die Schreibweise veränderte sich im Lauf der Jahre nur wenig, und schon 1170 heißt es Parchim oder 1202 Parchem, wobei beide Formen früher wechselweise zur Anwendung kamen.
Als inoffizielle und volkstümliche Bezeichnung der Stadt wird „Pütt“ seit den 1920er Jahren erstmals in der Literatur erwähnt und ist heute in der Region weit verbreitet. Das plattdeutsche Wort für „Pfütze“ spielte wahrscheinlich auf die Größe des Parchimer Wockersees an, wird aber heute mit der Stadt in Zusammenhang gebracht.

### Mittelalter

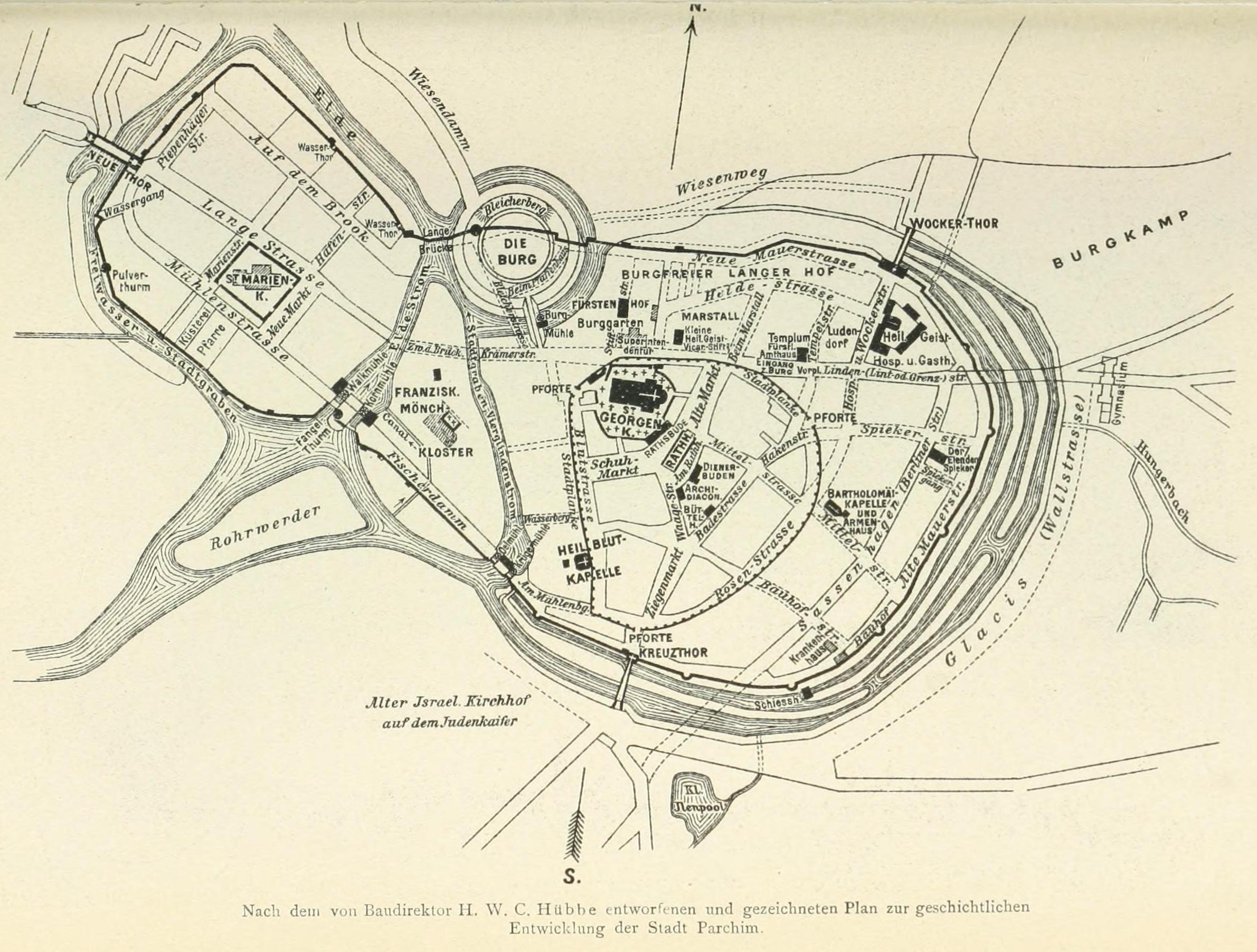
Parchim im Mittelalter (Skizze von 1896)

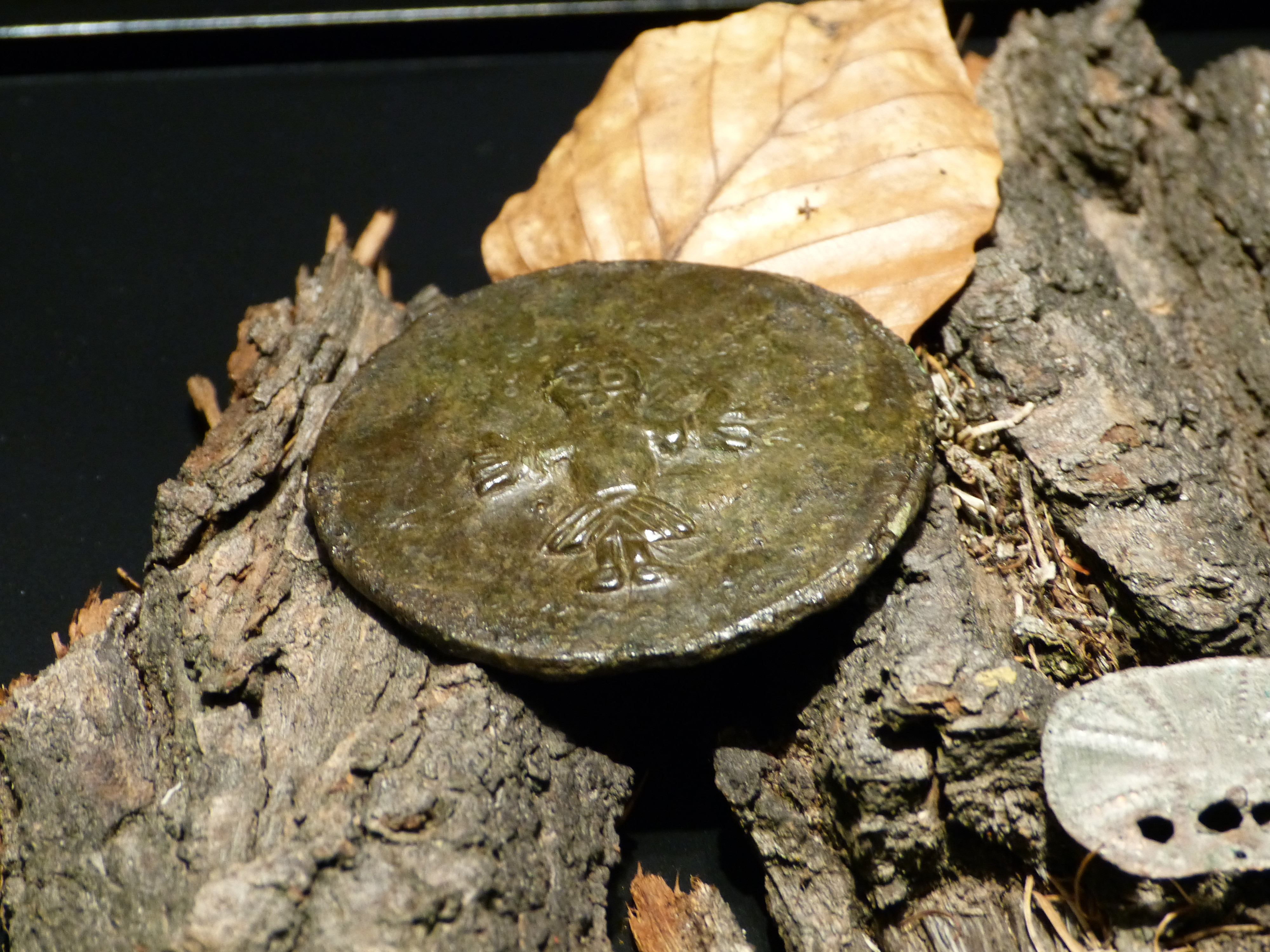
Zierscheibe mit Christusdarstellung, Archäologisches Museum Groß Raden

Das Siedlungsgebiet des westslawischen Stammes der Smeldinger wird von der neueren Forschung links und rechts der Elde um Parchim vermutet. Hier konnte eine frühmittelalterliche, in sich abgeschlossene slawische Siedlungskammer archäologisch nachgewiesen werden.
Die erste urkundliche Erwähnung einer Burg Parchim erfolgte 1170 in einer Urkunde des Kaisers Friedrich I. zu Frankfurt am Main. Erweitertes Stadtrecht erhielt Parchim 1225/26 durch Heinrich Borwin II. Von 1238 bis 1248 war Parchim Residenz des Fürstentums Parchim-Richenberg. Fürst Pribislaw I. gründete 1240 am westlichen Eldeufer die Parchimer Neustadt. Beide Städte (Alt- und Neustadt) schlossen sich 1282 zusammen. 1289 brannte ein Teil der Altstadt ab.
Die St. Georgenkirche, damals noch eine Basilika, wurde schwer beschädigt. Sie wurde neu aufgebaut und 1307 geweiht. 1246 kamen Mitglieder des Franziskanerordens nach Parchim. Die Brüder errichteten ihren Konvent am Rande der Neustadt (Aufhebung im Zuge der Reformation 1552/53). Um 1250 wurde auch mit dem Bau der gotischen Marienkirche in der Neustadt begonnen. 1278 erfolgte die Weihe der Kirche der Neustadt St. Marien.
Zwischen 1289 und 1310 errichtete man die Stadtmauer Parchim, teilweise noch sichtbar, mit einer Länge von 2,7 Kilometern, einer Dicke von 90 Zentimetern und einer Höhe von 5,5 Metern. In die Stadt kam man durch die drei Stadttore: Neues Tor, abgebrochen 1797, 1833 und 1838, Kreuztor, abgebrochen 1847/48, Wockertor. Das Wallhotel, die heutige Sparkasse am Moltkeplatz, ist das erste Gebäude, das 1863 außerhalb der Stadtmauer gebaut wurde.
Seit der Mitte des 14. Jahrhunderts wurde die Parchimer Landwehr errichtet. Sie war der äußerste Ring der mittelalterlichen Stadtverteidigungsanlagen in Parchim. Im Norden an der Straße zu Sternberg ist von der alten Wehranlage noch ein Wartturm, der sogenannte Fangelturm erhalten geblieben. An der Südgrenze des Stadtgebietes befinden sich ebenfalls gut erhaltene Reste dieser spätmittelalterlichen Wallanlage zur Grenzsicherung.
1316 tritt Parchim als Sprecher auf dem Städtelandtag auf. Parchim war eine Landstadt in Mecklenburg und bis 1918 als Vorderstadt die erste der landtagsfähigen im Mecklenburgischen Kreis. 1377 kaufte die Stadt die Fürstenburg und 1384 verpflichtete Parchim den Münzmeister Tile von Kampen. 1410 wurde die Schützengilde gegründet. Um 1500 hatte die Stadt ca. 3.000 Einwohner.

### 16. bis 19. Jahrhundert
Schon um 1530 fand in Parchim die Reformation statt und 1540 ließ sich der Generalsuperintendent Johann Riebling in Parchim nieder. Bald darauf verließen 1550 die Franziskanerbrüder die Stadt. Joachim Loew arbeitete ab 1548 als erster Buchdrucker in der Stadt.
Von 1545 bis 1683 waren in Hexenprozessen mindestens 34 Menschen betroffen.
Die Große Stadtschule (Lateinschule) wurde 1564 errichtet. Erneut wurde in Parchim 1586 durch einen Stadtbrand die halbe Altstadt zerstört. Auch wurde die Stadt 1604 von einer Pest betroffen.
1612 vernichtete ein Stadtbrand wieder große Teile der Stadt. 1620 hatte die Stadt ca. 5000 Einwohner. Die Pestepidemie von 1626 ging nicht spurlos an Parchim vorbei, sie forderte 1600 Todesopfer. Der Dreißigjährige Krieg hinterließ von 1637 bis 1639 unermessliche Schäden. 1648 lebten in Parchim nur noch ca. 1300 Menschen.

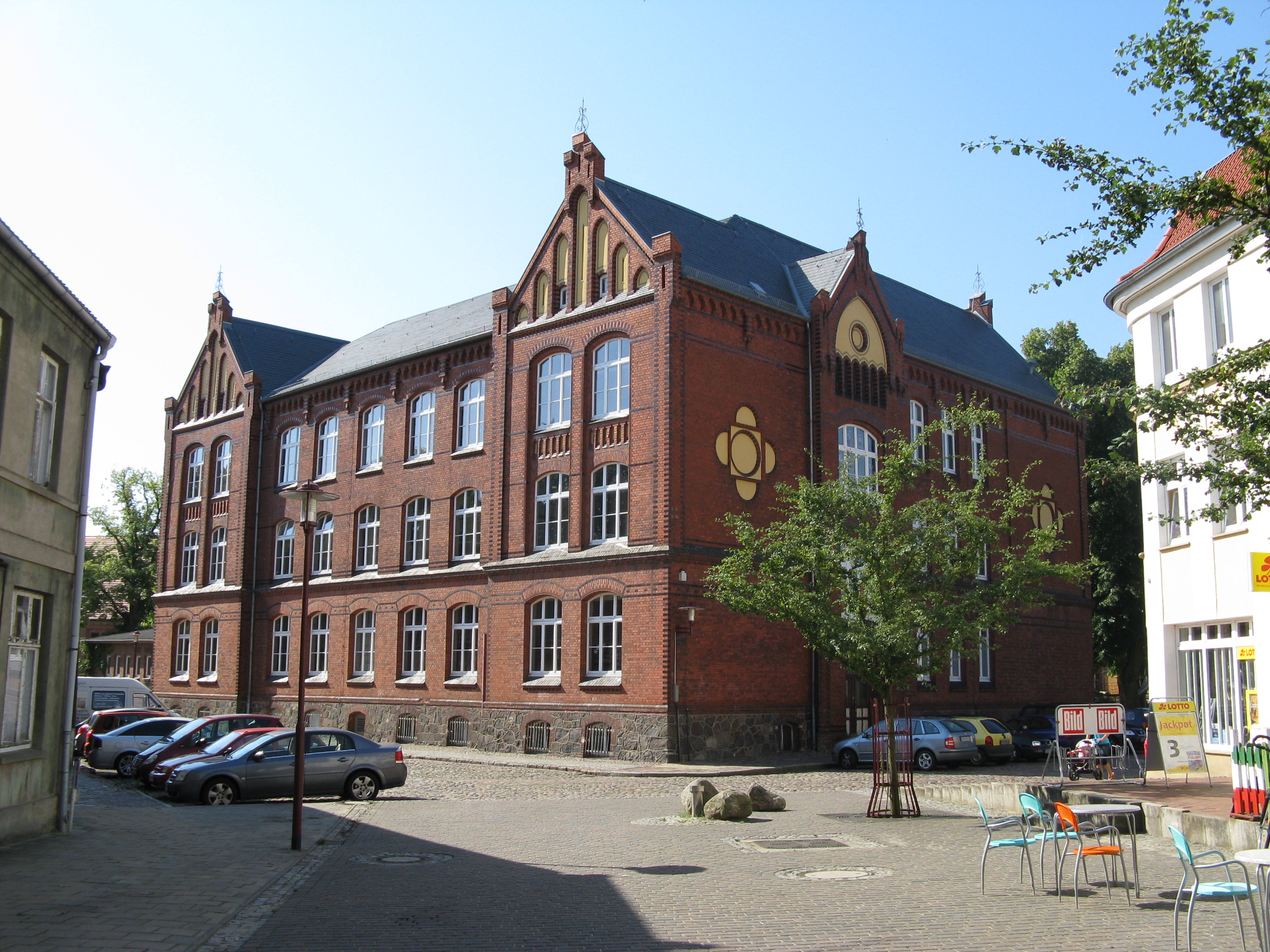
Volksschulhaus von 1892, heute: Fritz-Reuter-Schule

Parchim konnte sich jedoch wieder erholen. Von 1667 bis 1708 war der Sitz des Hof- und Landgerichts in Parchim. Von 1733 bis 1788 befand sich Parchim unter einer preußischen Pfandbesetzung. Die Einwohnerzahl erhöhte sich wieder bis 1789 auf ca. 4000. Im 18. Jahrhundert siedelten sich auch Juden im Ort an, die sich am Voigtsdorfer Weg westlich des Wockersees ihren Jüdischen Friedhof einrichteten, auf dem bis 1938 Begräbnisse stattfanden.

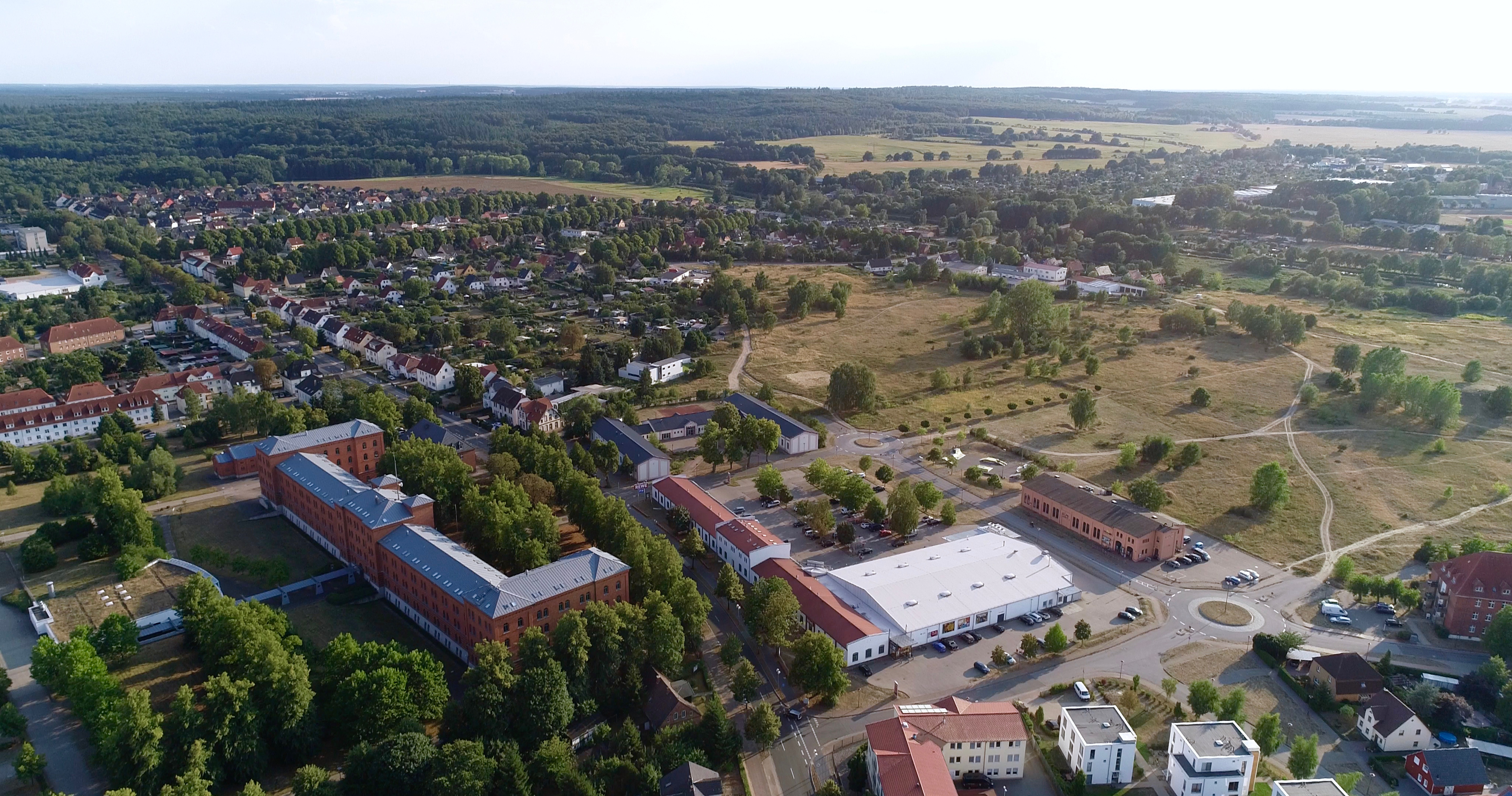
Stadtteil Regimentsvorstadt Parchim / ehem. Dragonerregiment 18

Ein letzter großer Rückschlag erfolgte während der Besetzung durch napoleonische Truppen im Jahre 1806. In den folgenden Befreiungskriegen wurde 1813 der Parchimer Landsturm gegen Napoleon geführt. Nach 1815 erholte sich die Stadt allmählich.
Von 1818 bis 1840 hatte anstelle des Hof- und Landgerichts das Oberappellationsgericht seinen Sitz in Parchim. Dafür wurde das Rathausgebäude 1818 erweitert und umgebaut (s. Rathaus). 1827 entstand das Friedrich-Franz-Gymnasium, 1838 die Gewerbeschule, 1841 die Realschule, 1848 die städtische Volksschule, 1873 das Mittelschulhaus, 1890 ein größeres Gymnasialgebäude, die heutige Goethe-Schule und 1892 das neue Volksschulhaus, die heutige Fritz-Reuter-Schule.
Parchim erhielt 1832 eine demokratischere Stadtverfassung und 1838 eine neue Gesindeordnung.
1819 wurde eine Tuchfabrik errichtet, dann folgten 1841 die Papiermühle, 1858 die Maschinenfabrik Bauer, 1874 die Backofenfabrik und 1889 die Viktoriamühle. Ab 1863 fand die weitere Bebauung auch außerhalb der Stadtmauer statt. 1867 wurde Parchim Standort des 2. Mecklenburgischen Dragonerregimentes Nr. 18. Zwischen 1841 und 1853 wurde mit dem Braunkohlenschacht am Sonnenberg versucht, Braunkohle zu fördern.
Der Ausbau der Infrastruktur erfolgte u. a. 1841 mit dem Bau der Ludwigsluster Chaussee, 1862 mit dem Telegrafenamt und der Gasanstalt und 1880 bekam die Stadt Eisenbahnanschluss, die Bahnstrecke Ludwigslust–Parchim wurde in Betrieb genommen und 1885 erfolgte der Anschluss an das Eisenbahnnetz der Mecklenburgischen Südbahn auf der Strecke Neubrandenburg-Parchim. Dazu wurde in Parchim die Mecklenburgische Südbahn-Gesellschaft im Jahr 1883 gegründet.

### 20. und 21. Jahrhundert

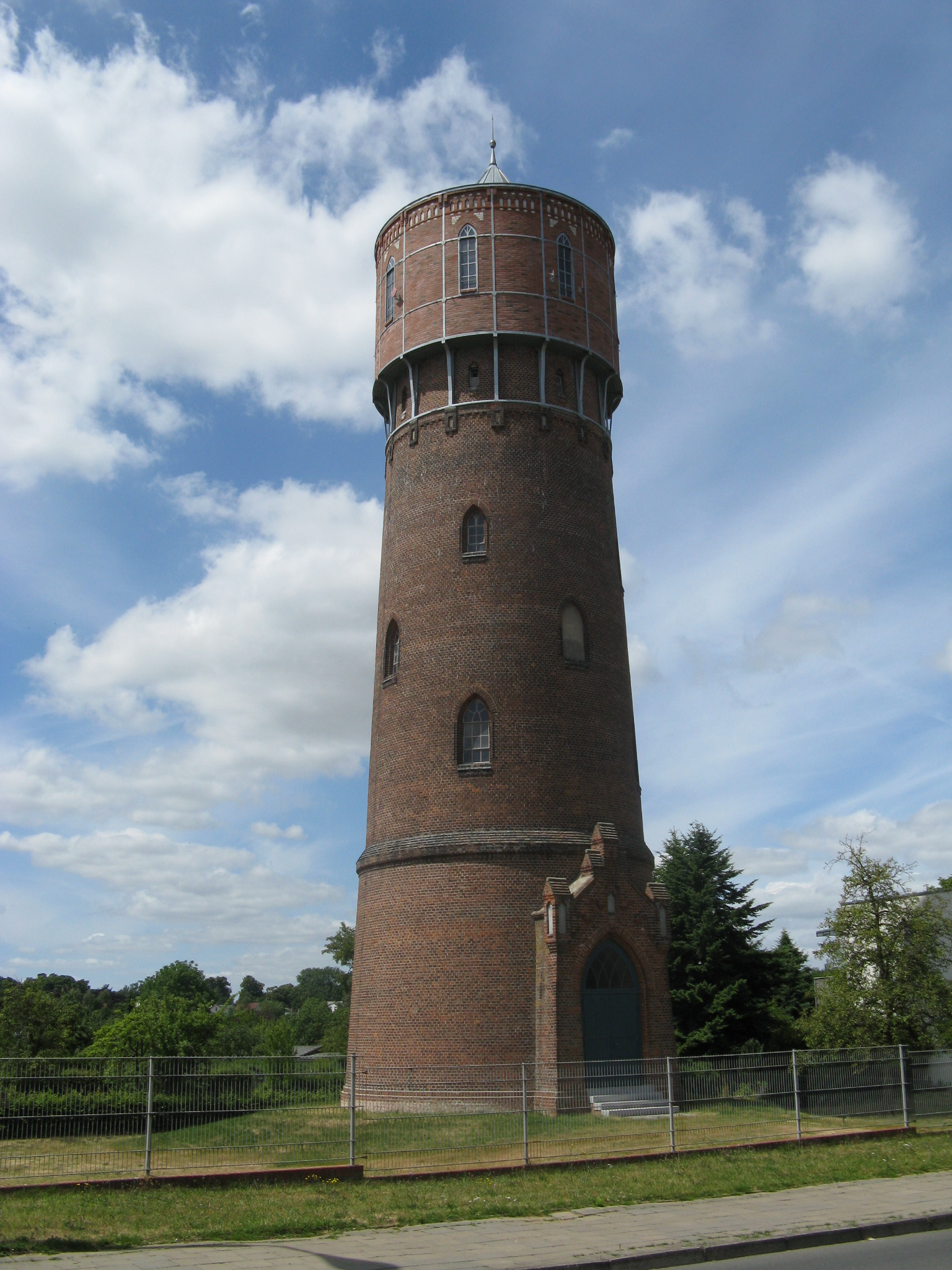
Wasserturm von 1906

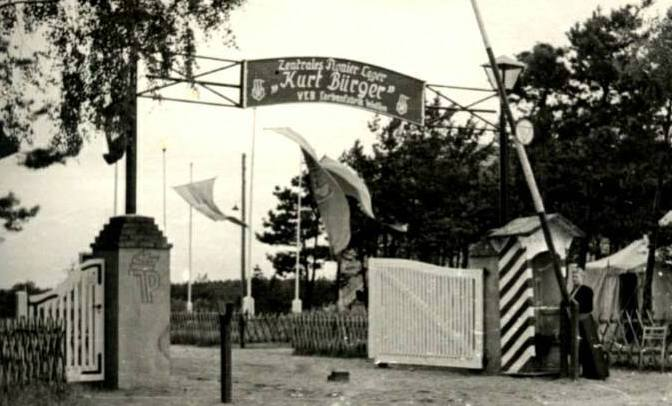
Zentrales Pionierferienlager „Kurt Bürger“

1905 wurde die Villa Heucke zum Krankenhaus umgebaut (heute: Asklepios Klinik Parchim). 1910 lebten in der Stadt 12.800 Einwohner. 1906 entstand das Wasserwerk, und 1921 erhielt Parchim elektrischen Strom. Seit 1925 ist Parchim Amtssitz bzw. Kreisstadt. Das neue Gebäude des Landratsamts wurde 1936 gebaut.
Mit Beginn des Ersten Weltkriegs wurde am Stadtrand von Parchim auf dem ehemaligen Kavallerieexerzierplatz eines der größten Kriegsgefangenenlager Deutschlands mit einer Kapazität von bis zu 25.000 Gefangenen eingerichtet. Unter trostlosen Bedingungen waren hier zeitweise 15.000 Kriegsgefangene aus Russland, Frankreich, Belgien, Serbien und England untergebracht. Insgesamt 1402 von ihnen starben hier. Auf Initiative und mit Spenden der Lagerinsassen wurde auf dem Lagerfriedhof am Dammer Weg ein Denkmal errichtet und am 4. Juni 1916 geweiht. Die letzten Kriegsgefangenen verließen das Lager im September 1920. Anschließend wurden hier rund 10.000 Rotarmisten interniert, die während des Polnisch-Sowjetischen Kriegs nach Ostpreußen abgedrängt und von Deutschen entwaffnet worden waren. Die Pflege und Erhaltung der Anlage obliegt seit 1922 der Stadt Parchim.
Mitte 1937 wurde von der Wehrmacht der Flugplatz Parchim in Betrieb genommen. Der nationalsozialistische Terror erfasste auch Parchim: 1937 wurden 22 jüdische Familien misshandelt; sie wanderten aus oder sie wurden in ein KZ deportiert. Das Schicksal von 14 jüdischen Mitbürgern wird in der Liste der Stolpersteine in Parchim näher beleuchtet. Beim Novemberpogrom 1938 wurde die Synagoge verwüstet, später auf Kosten der jüdischen Gemeinde abgerissen und der jüdische Friedhof geschändet und zerstört. Von 1939 bis 1945 wurde ein Arbeitslager im Stadtteil Bramfeld betrieben, in dem etwa 1000 polnische und sowjetische Kriegsgefangene untergebracht waren, die in rüstungswichtigen Bereichen Zwangsarbeit verrichten mussten. Außerdem wurde ein Durchgangslager für ausländische Zwangsarbeiter errichtet, das eine Frequenz von 50.000 Personen aufgewiesen haben soll. An sie erinnert nur noch ein Grabstein.
Den Zweiten Weltkrieg überstand die Stadt weitgehend unzerstört. Wie andernorts auch herrschte in den letzten Kriegstagen großes Chaos in Parchim. Zahlreiche Flüchtlingstrecks, KZ-Häftlinge und versprengte Soldaten der Wehrmacht und Waffen-SS zogen durch die Stadt. Eine Aufklärungseinheit der US-Amerikaner unter der Führung von William A. Knowlton durchquerte den Ort kampflos in Richtung der Stadt Lübz. Um den 3. Mai 1945 besetzte schließlich die Rote Armee Parchim.
Die Luftstreitkräfte der Sowjetunion nutzten von 1945 bis 1992 den Flugplatz. In der Schweriner Straße 3/4 errichtete die sowjetische Geheimpolizei NKWD eine Dienststelle, in deren Gefängnis im Keller brutale Verhöre von angeblich antisowjetischen Festgenommenen stattfanden. Eine Gedenktafel erinnert seit 1993 daran. 1951 wurden die Lehrer des Gymnasiums Erich Creutzfeldt und Karl Richter mit anderen Parchimern verhaftet. Nach ihrer Verurteilung zu 20 Jahren Zwangsarbeit wurden sie in das sibirische Lager Taischet in der UdSSR deportiert, wo Richter starb und Creutzfeldt schwer erkrankte.
1946 wurde – wie in vielen Orten der Sowjetischen Besatzungszone – ein Kulturbund gegründet. Die Tuchfabrik wurde 1948 enteignet und zum Volkseigentum. Der Zusammenschluss von Tischlern zu einer Produktionsgenossenschaft des Handwerks erfolgte 1955, und 1958 entstand ein Volkseigenes Gut. 1961 wurde das Gasbetonwerk und 1968 das Hydraulikwerk gebaut. Ab 1963 entwickelte sich die Weststadt als Großwohnsiedlung, zumeist in Plattenbauweise. Die Stadt wurde um 1970 in die Liste der regionalen Stadtdenkmale der DDR aufgenommen, die Altstadt aber nicht saniert.
Zu DDR-Zeiten unterhielt der VEB Filmfabrik Wolfen in Parchim das Zentrale Pionierferienlager „Kurt Bürger“ für die Kinder seiner Betriebsangehörigen.
Nach der politischen Wende wurde 1991 die historische Altstadt im Rahmen der Städtebauförderung und des Programmes Städtebaulicher Denkmalschutz grundlegend saniert. 1992 wurde auch die 37 Hektar große Regimentsvorstadt als städtebauliche Entwicklungsmaßnahme in die Stadterneuerung einbezogen und bis etwa 2012 zu einem Wohnpark umgewandelt. 1997 war die Rathaussanierung abgeschlossen. Von 1993 bis 2011 wurde die Wohnsiedlung Parchimer Weststadt durch Wohnumfeldverbesserung im Rahmen von Stadtumbau-Ost und der Rückbauförderung saniert.
Von 1952 bis 1990 war Parchim Kreisstadt des gleichnamigen Kreises im DDR-Bezirk Schwerin. Auch nach der Wende und friedlichen Revolution blieb Parchim Kreisstadt des neuen, größeren Landkreises Parchim. Im Zuge der Kreisgebietsreform 2011 wurde die Stadt zum Sitz des neuen Landkreises Ludwigslust-Parchim. Im Vorfeld gab es einen erheblichen Streit über die künftige Kreisstadt, zur Debatte standen Ludwigslust und Parchim.
Die ehemalige Eldemühle an einem Altarm der Elde-Müritz-Wasserstraße, aus dem späten 19. Jahrhundert, wurde in den Jahren 2020 bis 2023 grundlegend restauriert. Hier eröffnete im Mai 2023, die zu einem überregional bedeutsamen Kulturzentrum umgebaute, Kulturmühle Parchim.

## Bevölkerung
| Jahr | Einwohner |
| ---- | --------- |
| 1500 | 03.000    |
| 1620 | 05.000    |
| 1648 | 01.300    |
| 1789 | 04.000    |
| 1830 | 05.800    |
| 1850 | 06.270    |
| 1910 | 12.804    |
| 1939 | 16.000    |
| 1974 | 23.000    |

| Jahr | Einwohner |
| ---- | --------- |
| 1990 | 22.886    |
| 1995 | 20.915    |
| 2000 | 20.048    |
| 2005 | 19.348    |
| 2010 | 18.425    |
| 2015 | 17.918    |
| 2020 | 17.622    |

| Jahr | Einwohner |
| ---- | --------- |
| 2021 | 17.467    |
| 2022 | 18.278    |
| 2023 | 18.270    |

ab 1990: Stand: 31. Dezember des jeweiligen Jahres

## Politik

### Stadtvertretung
Die Stadtvertretung von Parchim besteht aus 25 Mitgliedern und dem Bürgermeister. Die Kommunalwahl am 9. Juni 2024 führte bei einer Wahlbeteiligung von 55,5 % zu folgendem Ergebnis:
| Partei / Wählergruppe                 | Stimmenanteil 2019 | Sitze 2019 |  | Stimmenanteil 2024 | Sitze 2024 |
| ------------------------------------- | ------------------ | ---------- |  | ------------------ | ---------- |
| CDU                                   | 24,5 %             | 6          |  | 31,1 %             | 8          |
| AfD                                   | 19,5 %             | 5          |  | 28,6 %             | 7          |
| SPD                                   | 26,9 %             | 7          |  | 17,4 %             | 4          |
| Unabhängige Bürger für Parchim (UBfP) | 06,9 %             | 2          |  | 14,3 %             | 4          |
| Die Linke                             | 12,3 %             | 3          |  | 05,6 %             | 2          |
| Bündnis 90/Die Grünen                 | 04,4 %             | 1          |  | 01,1 %             | –          |
| Einzelbewerber Heinz Madauß           | 02,1 %             | 1          |  | 01,0 %             | –          |
| Einzelbewerberin Nadine Kolacny       | –                  | –          |  | 00,7 %             | –          |
| Einzelbewerber David Gliese           | 00,8 %             | –          |  | 00,3 %             |            |
| Einzelbewerber Christian Garbe        | 01,9 %             | –          |  | –                  | –          |
| Bündnis C                             | 00,7 %             | –          |  | –                  | –          |
| Insgesamt                             | 100 %              | 25         |  | 100 %              | 25         |

### Bürgermeister
- 1990–1994: Konrad Frankenberg (CDU)
- 1994–2015: Bernd Rolly (SPD)
- seit 2015: Dirk Flörke (CDU)

Dirk Flörke wurde bei der Bürgermeisterstichwahl am 10. Mai 2015 mit 55,6 % der gültigen Stimmen gewählt. Er trat sein Amt am 1. September 2015 an. Bei der Wahl am 24. April 2022 setzte er sich mit 60,1 % der gültigen Stimmen gegen seinen Herausforderer Sebastian Langer (SPD) durch. Seine Amtszeit beträgt sieben Jahre.

### Wappen
Das Wappen wurde am 10. April 1858 von Friedrich Franz II., Großherzog von Mecklenburg-Schwerin festgelegt und unter der Nr. 21 der Wappenrolle von Mecklenburg-Vorpommern registriert.
Blasonierung: „In Rot ein hersehender schwarzer Stierkopf mit schwarzen Hörnern, um die je drei goldene Binden geschlungen sind und eine goldene Krone, die fünf, abwechselnd mit Lilien und Perlen besteckte Zinken zeigt; zwischen den Hörnern, aus dem Stierkopf aufwachsend, die vierendigen Stangen eines goldenen Hirschgeweihs. Der Stierkopf ist beseitet: in Höhe des Kronenreifs von zwei sechsstrahligen goldenen Sternen, darunter von zwei, mit den Blättern schräg nach außen gekehrten grünen Kleestängeln.“

### Flagge
Die Flagge der Stadt ist gleichmäßig längsgestreift von Schwarz, Rot und Grün. Die Länge des Flaggentuches verhält sich zur Höhe wie 5 zu 3.

### Städtepartnerschaften
- Neumünster in Deutschland, seit 1990
- Saint-Dizier in Frankreich, seit 1972
- Stadtteil Slate mit Rubene in Lettland, seit 2004
- Peer in Belgien, seit 2004

## Sehenswürdigkeiten und Kultur

### Bauten
→ siehe auch: Liste der Baudenkmale in Parchim, Liste der Baudenkmale in Parchim (Außenbereiche)

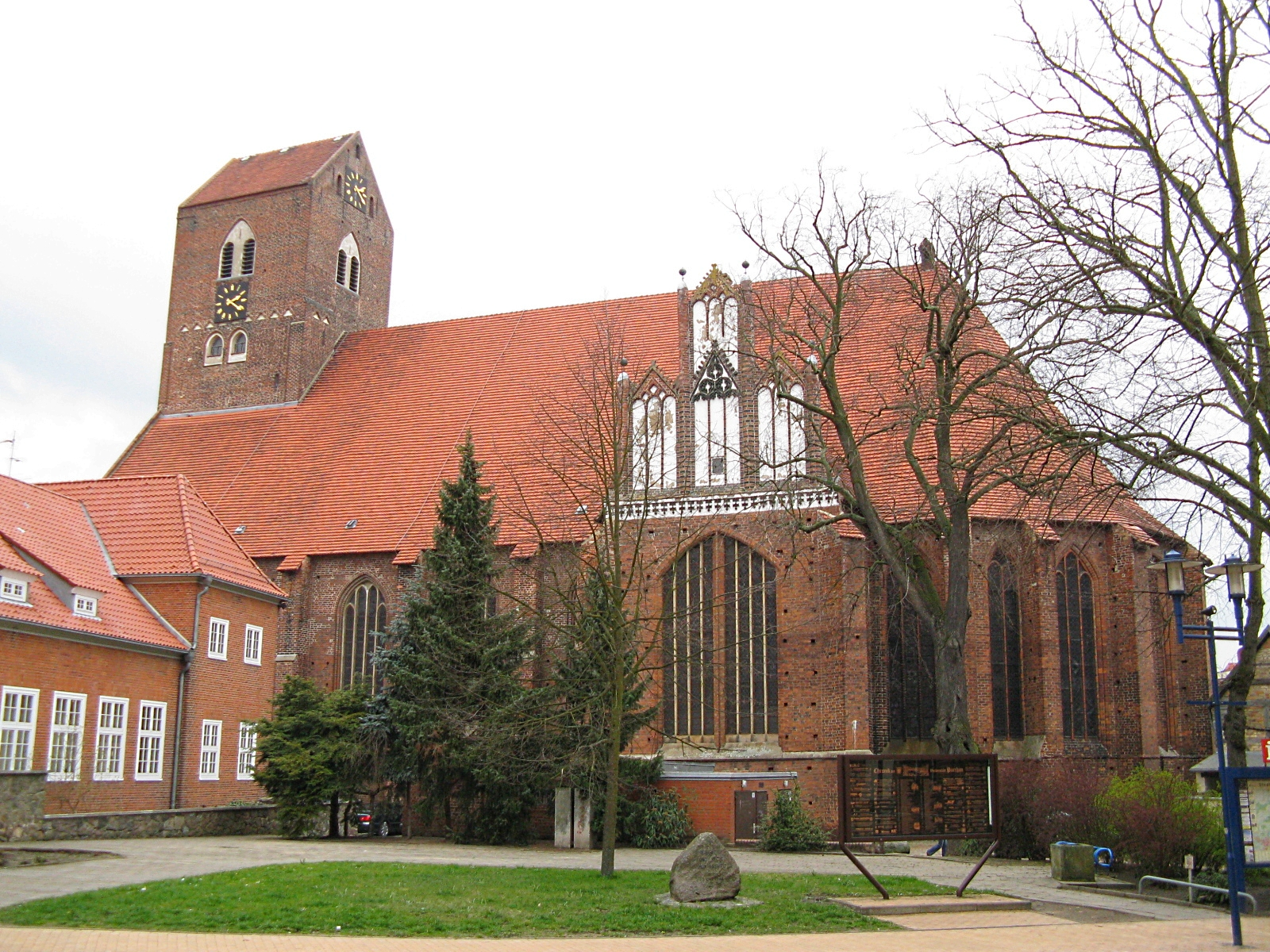
St. Georgen

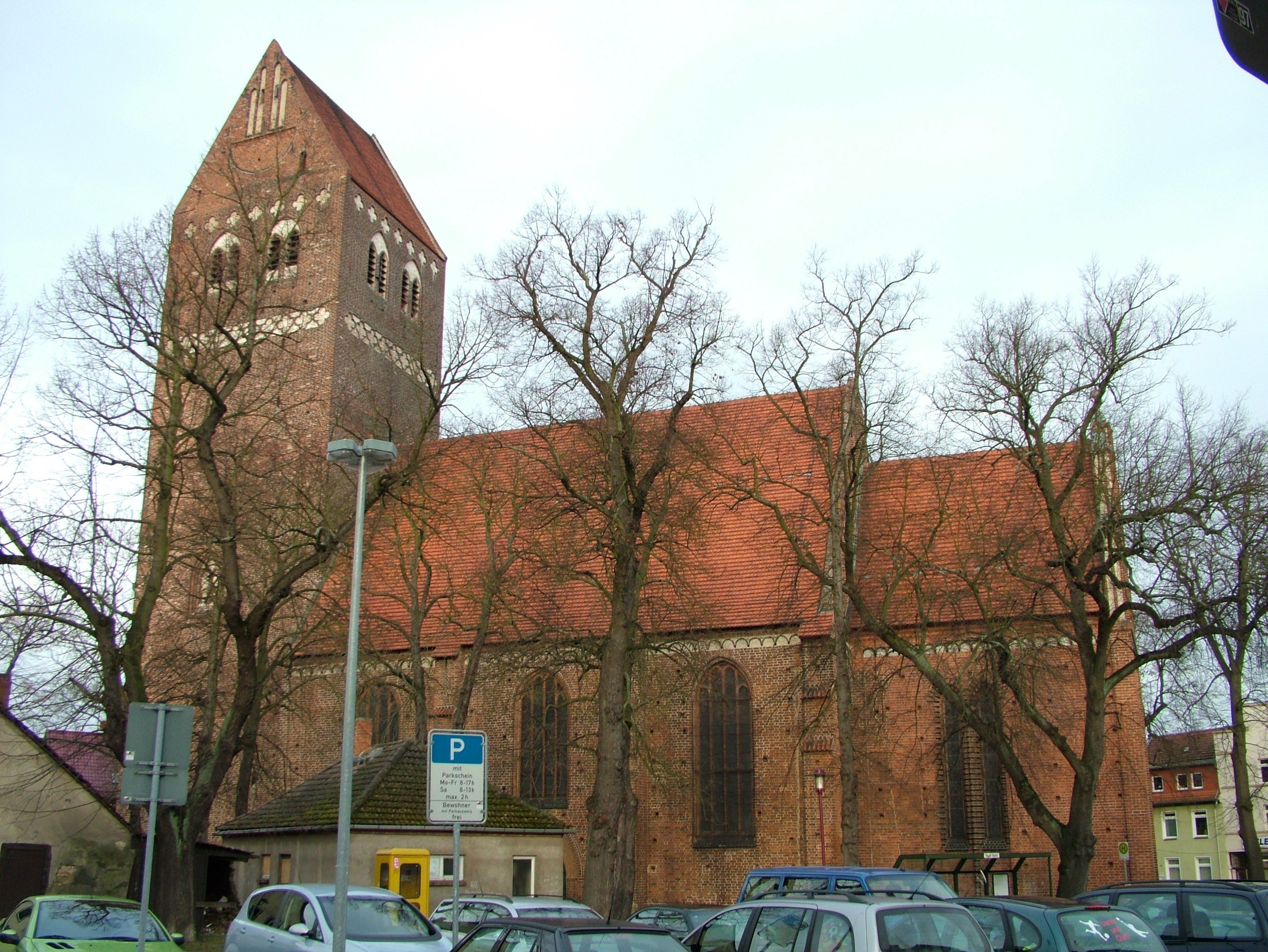
Marienkirche

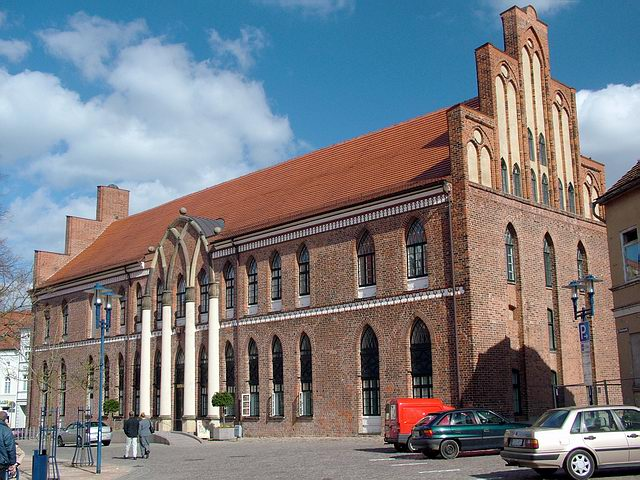
Rathaus, das Wahrzeichen der Stadt

- Historischer Stadtkern  von Parchim mit zwei Zentren als Altstadt (um St. Georgen) und Neustadt (um St. Marien), durchflossen von der Elde und umgeben von den Wallanlagen
- Gotische Pfarrkirche St. Georgen, Hallenkirche aus Backsteinen von 1289, Innen: Reste mittelalterlicher Wandmalereien, neogotischer Altaraufsatz von Gotthilf Ludwig Möckel (Ende des 19. Jahrhunderts), zwei spätgotische Triumphgruppen,  achteckiges steinernes Taufbecken von 1619, Kanzel von 1580, Leptzow-Altar von 1421, Ratsgestühl von 1608/1623
- Pfarrkirche St.-Marien-Kirche, Hallenkirche, Gewölbe und Strebepfeiler vom 14. Jahrhundert, Westturm von 1310, Innen: BronzeTauffünte von 1365,  Marienaltar von um 1500, zwei Glocken von 1514, Kanzel und Orgelempore von 1601, jüdische Grabsteine aus dem 13. und 14. Jahrhundert
- Zahlreiche Fachwerkhäuser insbesondere  Alten Markt 2 (1618), Langestraße 24: Zinnhaus (1612), Lindenstraße 3 (1583), Lindenstraße 6: Giebelhaus Parchim (1604/1650), Mühlenstraße 37/38 (1691), Mittelstraße 11 (nach 1588), Schuhmarkt 7 (nach 1612) und Apotheke von 1703, Apothekenstraße 1
- Zinnhaus, Fachwerkhaus von 1612, Langenstraße 24, zweitältester  Profanbau in Parchim. einst auch Haus des Stadtwachtmeisters, heute Kunst- und Kulturzentrum
- Gotisches Rathaus am Alten Markt aus dem 14. Jahrhundert, 1818 für das Mecklenburgische Oberappellationsgericht von dem Architekten Johann Georg Barca grundlegend umgebaut,
- Teile der mittelalterlichen Stadtbefestigung mit Wallanlage und Mauer (beim Wallhotel bis zu einem Meter breit), Stadttore im 19. Jh. abgetragen
- Ehemaliges Kaiserliches Postamt von 1883 am Schuhmarkt nach Plänen von  Hubert Stier (Hannover)[20]
- Katholische St.-Josef-Kirche von 1913
- Ehemalige Sparkasse von 1934 nach Plänen von Paul Schultze-Naumburg, Schuhmarkt 8
- Ehemaliges Kreishaus am Moltkeplatz von 1936 nach Plänen von Schultze-Naumburg, später Amtsgericht

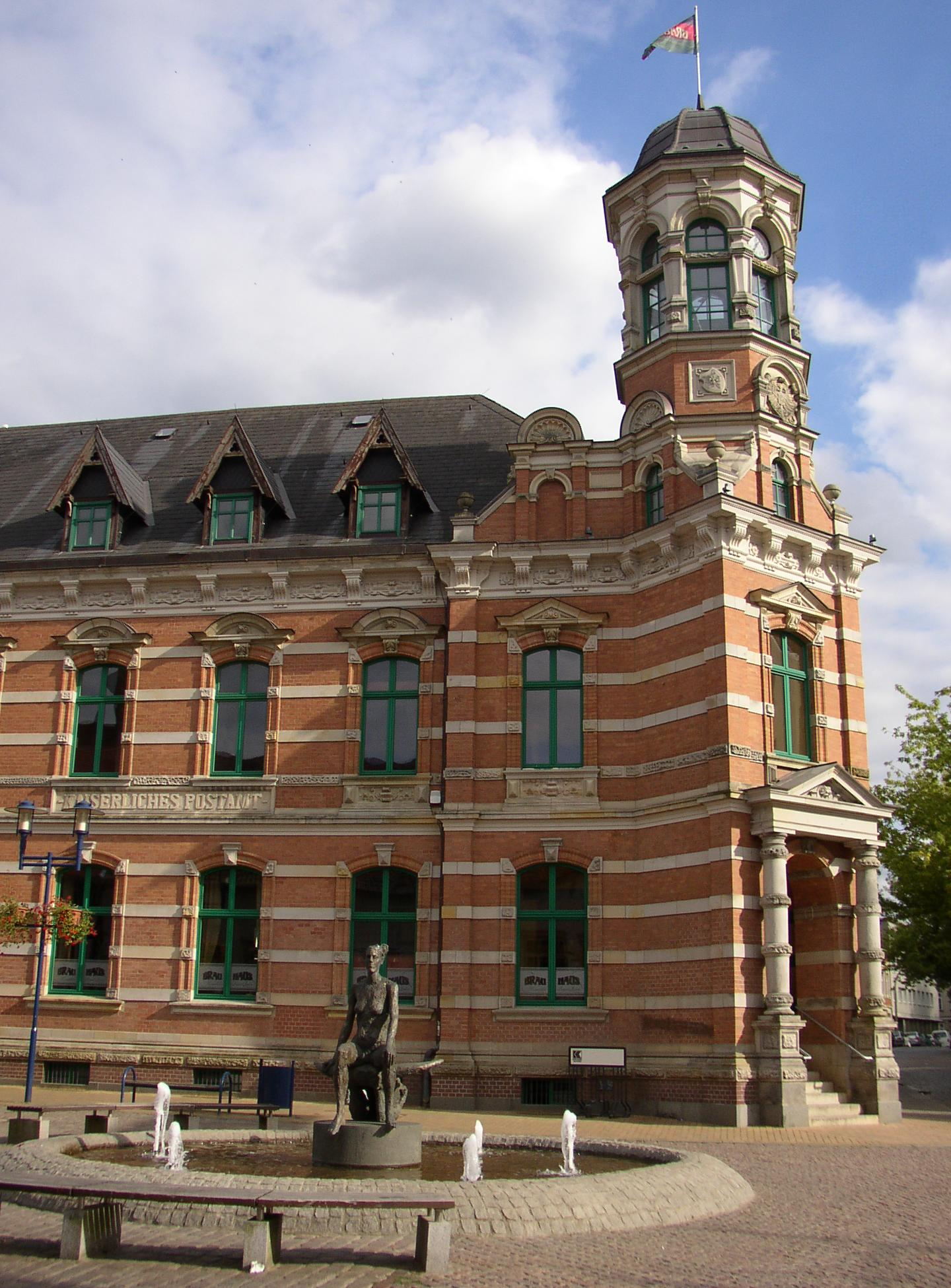
Kaiserliches Postamt am Schuhmarkt
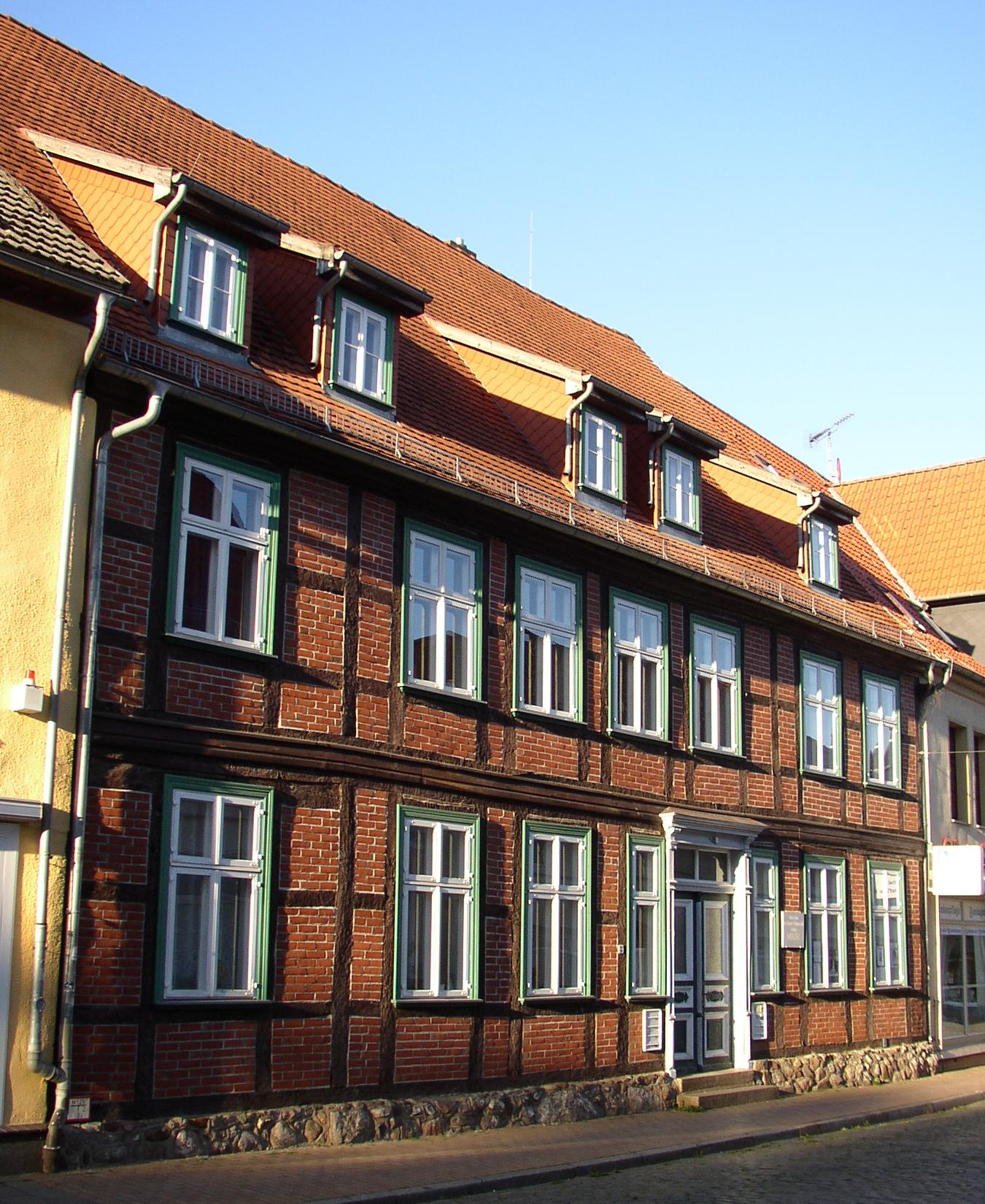
Moltkehaus
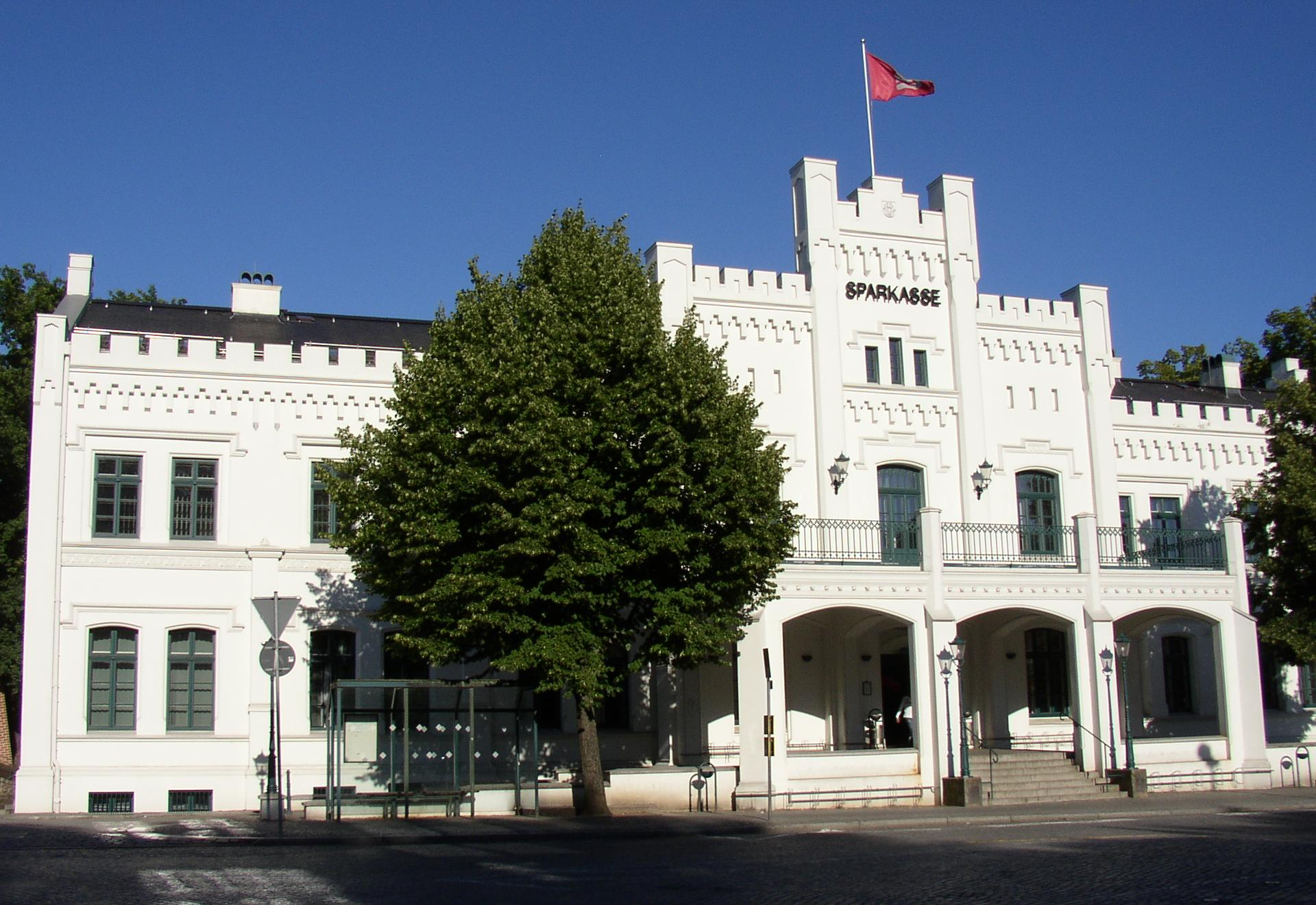
Sparkasse (ehemals Wallhotel)
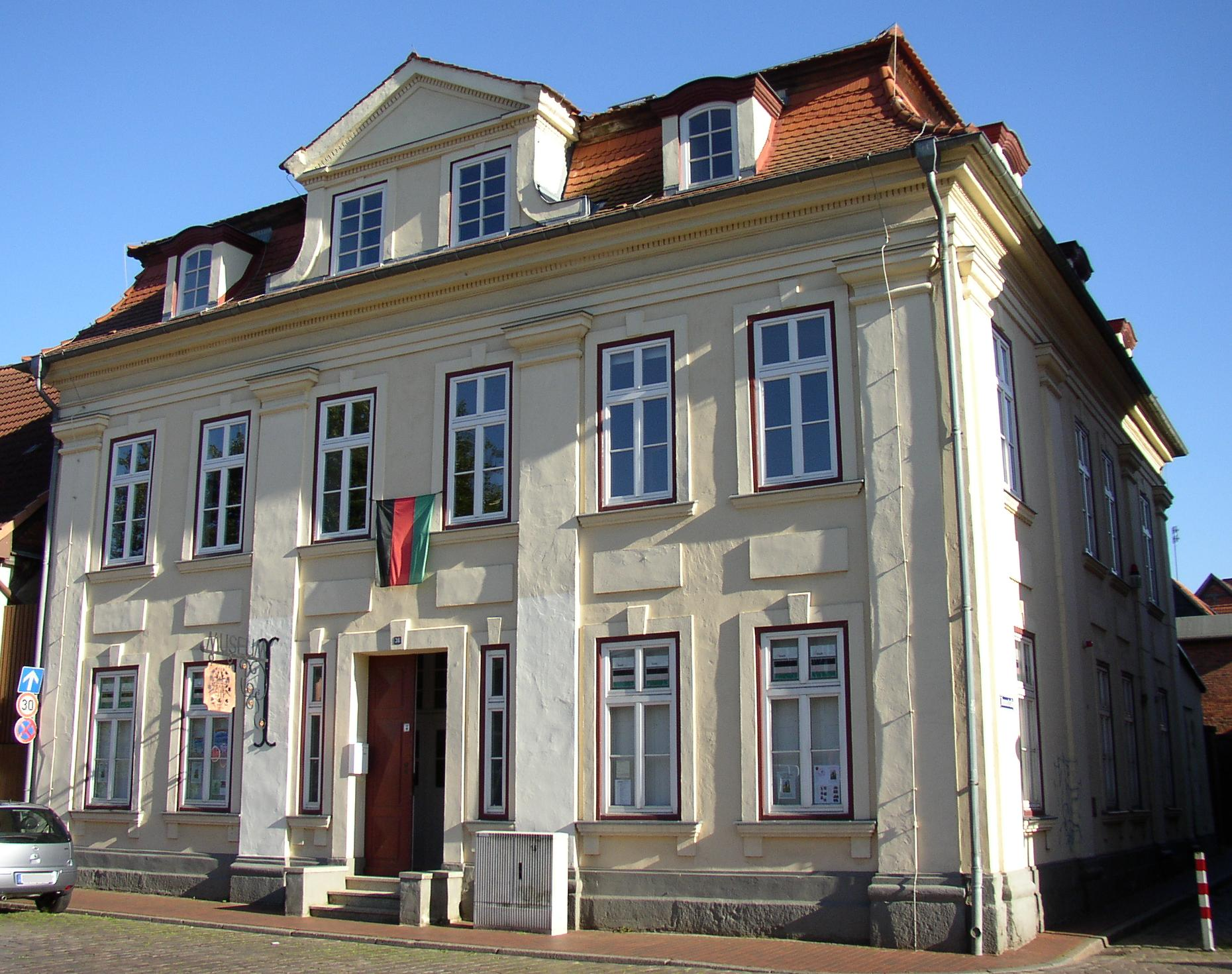
Museum

Denkmalschutz

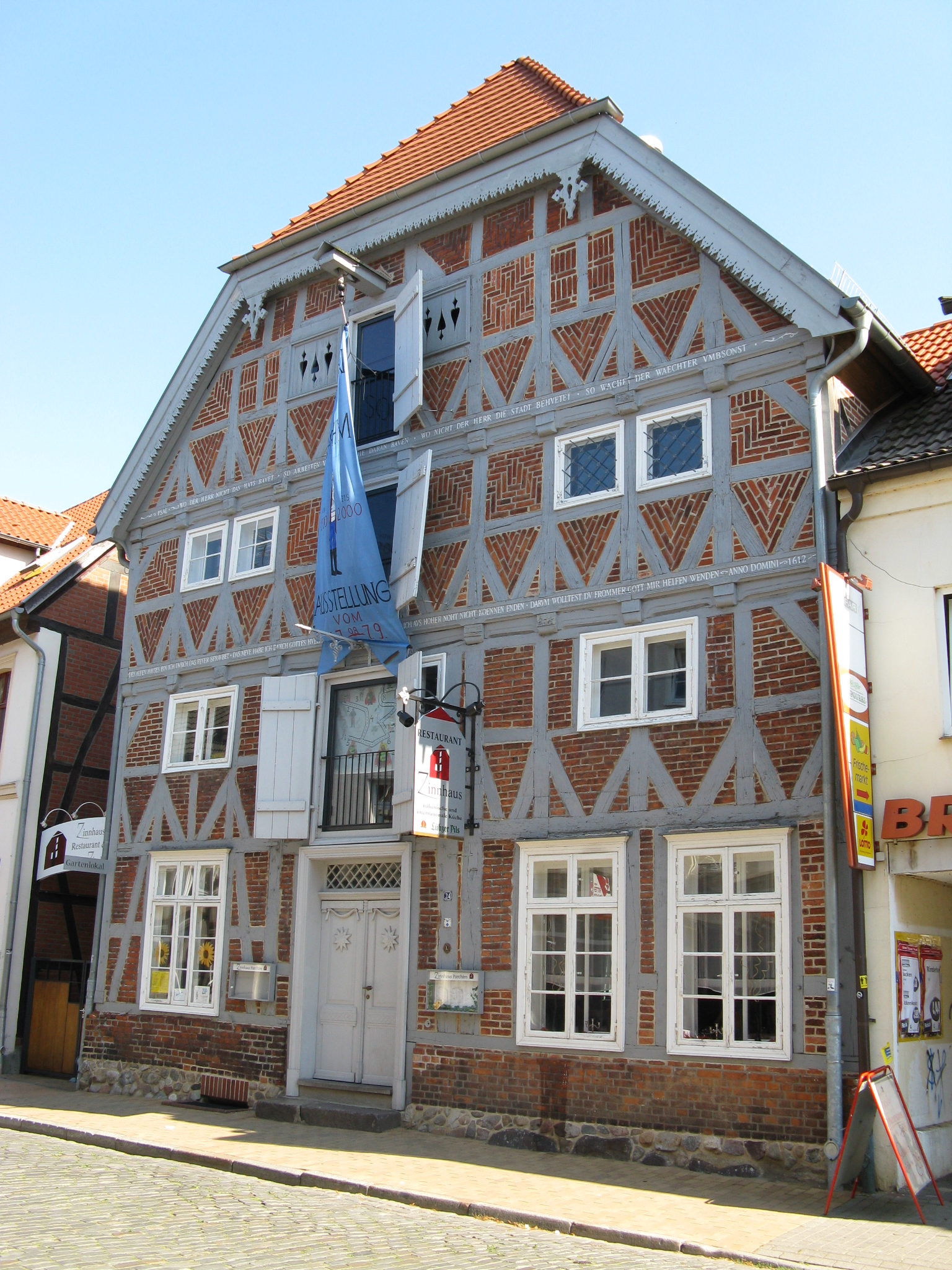
Zinnhaus in der Langen Straße 24

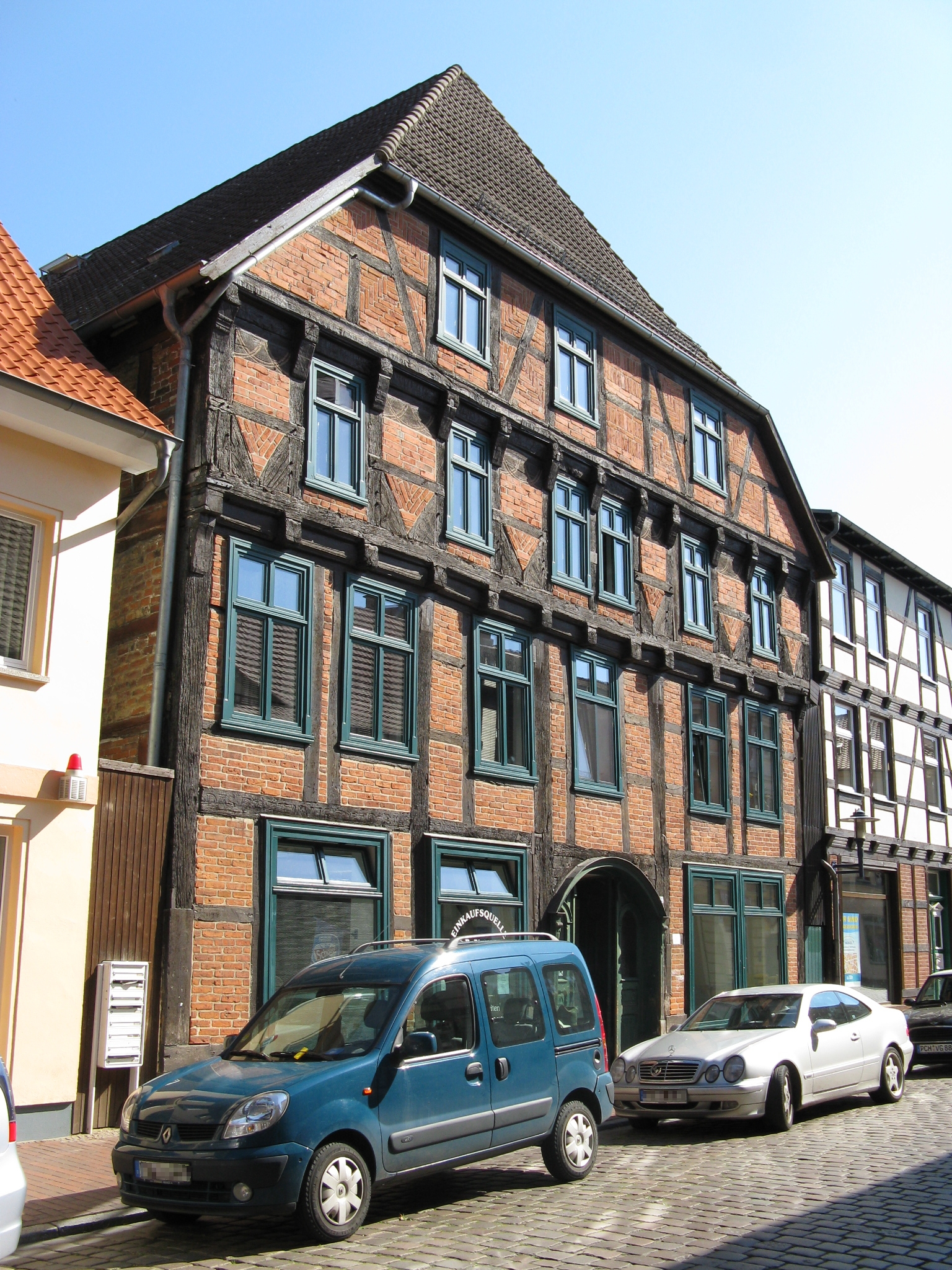
Fachwerkhaus in der Lindenstraße 3

In Parchim standen 2007 um 473 Gebäude oder Bauteile unter Denkmalschutz, zumeist Wohnhäuser oder Wohn- und Geschäftshäuser sowie vereinzelt ehemalige Speicher stehen vornehmlich in der Altstadt, sowie in der Neustadt und der Regimentsvorstadt wie u. a. in:
Alte Mauerstraße (7), Alter Markt (11), Am Ilepool (7), Am Kreuztor (4), Am Rathaus (4), Am Wallhotel (6), Apothekenstraße (4), Auf dem Brook (18), Auf dem Sassenhagen (25), August-Bebel-Straße (4), Baadestraße (7), Bahnhofsstraße (4, u. a. der Bahnhof mit den Nebengebäuden), Bauhofstraße (7), Bleicherstraße (2), Blutstraße (13), Brunnenstraße (5), Buchholzallee (16), Clara-Zetkin-Straße (1), Eichberg (Kriegerdenkmal), Fichtestraße (8), Fischerdamm (4, u. a. die Mühle), Floerkestraße (2), drei Friedhöfe (u. a. Gedenkstätten, Grabmäler, Kapellen), Fritz-Reuter-Straße (Kriegerdenkmal), Hakenstraße (8), Heidestraße (7) Kirchen (3), Kirchgasse 2), Lange Straße (25), Lindenstraße (26), Ludwigsluster Straße (15), Marienstraße (2), Marstall (7), Meyenburger Straße (2), Mittelstraße (7), Moltkeplatz (5, u. a. Park, Denkmal, ehemaliges Amtsgericht, Landratsamt), Mönchhof (2: Schule, Transformatorenhaus), Mühlenberg (4), Mühlenstraße (17), Neue Mauerstraße (10), Neuer Markt (1), Pfaffenhaus (4), Piepenhäger Straße (3), Putlitzer Straße (22) (u. a. Kasernen), Rosenstraße (23), Schuhmarkt (7, u. a. Rathaus und Post), Schweriner Straße (9), Spiekerstraße (3), Stegemannstraße (1), Stiftstraße (1), Voigtsdorfer Weg (4), Vor dem Neuen Tor (3), Waagestraße (3), Wallanlage und Stadtmauer, Wallallee (4, u. a. Schule), Wasserberg (3), Wockerstraße (2), Ziegenmarkt (5).

### Denkmäler
- 1876: Denkmal mit Standbild Helmuth Karl Bernhard von Moltke von Bildhauer Ludwig Brunow → Hauptartikel: Moltkedenkmal (Parchim)
- 1892: Gedenkstein Otto Heucke im Buchholz
- 1896: Kriegerdenkmal 1870/71, ursprünglich vor dem Rathaus, 1934 umgesetzt an Ecke Lübzer Str./Fritz-Reuter-Str.
- 1900: Denkmal (Obelisk) Helmuth Karl Bernhard von Moltke im Buchholz
- 1906: Gedenkstein mit Bronzerelief Bürgermeister Friedrich Stegemann von Bildhauer Ludwig Brunow (heute im Museum Parchim)
- 1910: Gedenktafel an Langestr./Ecke Bleicherstr., für Fritz Reuter, der 1830/31 hier wohnte. Die beschädigte Tafel wurde vor vielen Jahren entfernt und befindet sich im Stadtmuseum.
- 1915: Gedenkstein von den Verwundeten des Schleswig-Holsteiner Dragonerregiments Nr. 13 im Buchholz, kurze Zeit später wahrscheinlich nach Neustadt-Glewe umgesetzt
- 1916: Denkmal für die im Kriegsgefangenenlager verstorbenen Soldaten
- 1920: Kriegerdenkmal 1914/18 des Männerturnvereins Parchim (zerstört), ursprünglich auf dem Festplatz in Buchholz, in den 1930er Jahren  verlegt
- 1922: Kriegerdenkmal 1914/18 des Dragonerregiments Nr. 18
- 1922: Kriegerdenkmal 1914/18 „Kruzifix“ in der Marienkirche von Bildhauer Wilhelm Wandschneider
- 1930: Kriegerdenkmal 1914/18 der Lehrer und Gymnasiasten in der Aula des Gymnasiums von Wilhelm Wandschneider (zerstört)
- 1931: Kriegerdenkmal 1914/18 „Heldenhain“ von Architekt Werner Cords-Parchim
- 1946: Ehrenhain auf dem Neuen Friedhof für 40 Opfer des Todesmarsches der Häftlinge der KZ Sachsenhausen und KZ Ravensbrück, die von SS-Männern ermordet wurden
- 1950: Gedenkstein für den Antifaschisten Paul Sasnowski, Flörkestr. 44 A (eingelagert auf städtischem Betriebshof)
- 1950: Gedenkstein für den Spanienkämpfer Otto Volkmann, Flörkestr. 44 A (eingelagert auf städtischem Betriebshof)
- 1950: Gedenkstein in der Parkanlage zwischen Goetheschule und Krankenhaus für Opfer des Todesmarsches des KZ Sachsenhausen vom April 1945
- ?: Gedenkstein auf dem Neuen Friedhof für 110 Zwangsarbeiter aus verschiedenen Ländern
- 1960: Gedenktafel an Am Marstall 7, für Fritz Reuter, der 1828 bis 1830 hier wohnte.
- 1962: Gedenkstein am Dammer Weg mit den Massengräbern für 465 Männer, Frauen und Kinder aus der Sowjetunion, die Opfer der Zwangsarbeit wurden
- 1970: Gedenkstätte für den 1969 zum Städtischen Friedhof verlegten Jüdischen Friedhof zur Erinnerung an den Friedhof und die jüdischen Opfer der Shoa
- 1970: Bronzeskulptur Der Junge mit der Taube von August Martin Hoffmann auf dem Gelände des Hydraulik Werkes, seit 1990 verschollen
- 1972: Gedenktafel an Auf dem Sassenhagen 8, für Otto Volkmann, der 1936 in Spanien fiel. Die Tafel wurde 1990 entfernt und befindet sich im Stadtmuseum.
- 1972: Gedenktafel an der Alten Mauerstraße 21 für den Antifaschisten Paul Sasnowski, der 1944 ermordet wurde. Die Tafel wurde 1990 entfernt und befindet sich im Stadtmuseum.
- 1972: Emaille-Wandbild von Horst Holinski (Maler) an der Etkar-Andre - Oberschule, seit 2009 an der Grundschule West
- 1974: Gedenkstein an der Ecke Leninstraße/Walter-Hase-Straße an Walter Hase und die Sowjetbürger Awramenko und Etschkola, die Widerstandsarbeit gegen die Kriegsproduktion geleistet hatten und deswegen ermordet wurden
- 1976: Gedenktafel im Ortsteil Slate an der Hauptstraße, von Putlitz kommend links am ersten Grundstück, für die Opfer des Todesmarsches der Häftlinge des KZ Sachsenhausen
- 1976: Sandsteinplastik Frauenfigur von Wieland Schmiedel vor der Poliklinik am Buchholz
- 1979: Sandsteinskulptur Mutter und Kind von der Bildhauerin Ingeborg Hunzinger, ursprünglich auf dem Mönchhof, heute in der ständigen Ausstellung des Museums
- 1979: 4 Stelen Urteil des Paris vom Bildhauer Stefan Thomas, ursprünglich am Brunnen auf dem Schuhmarkt, seit 2000 im Rosengarten
- 1980: Sandsteinplastik Leben und Tod der Bildhauerin Ingeborg Hunzinger Parkanlage zwischen Goetheschule und Krankenhaus
- 1980: Gedenkstein mit Büste an der Hans-Beimler-Straße 12 (Giebel) für Hans Beimler
- 1981: Gedenktafel vor dem Rathaus für die Städtepartnerschaft mit Saint-Dizier, Die Tafel wurde um 1995 entfernt und befindet sich im Stadtmuseum.
- 1983: Gedenkstätte auf dem Schuhmarkt (gegenüber dem Rathaus) für Wilhelm Pieck, Büste befindet sich heute im Museum
- 1985: Büste und Ehrenhain für Otto Volkmann Auf dem Brook, von Bildhauer Manfred Wagner aus Schmölln
- 1988: Gedenktafel an der Hakenstr. 5 für Johann Jakob Engel, der in diesem Haus verstarb
- 1988: Gedenktafel an der Langestr. 28 für Helmuth Karl Bernhard von Moltke, der in diesem Haus geboren wurde
- 1988: Gedenktafel an der Lindenstr. 42 für Carl Hinstorff, der in diesem Haus den Hinstorff Verlag gründete
- 1989: Gedenktafel an der Goetheschule in der Wallallee zur Erinnerung an den Dichter Erich Mühsam, der in dieser Schule lernte und 1934 im KZ Oranienburg ermordet wurde
- 1989: Gedenktafel an der Goetheschule in der Wallallee zur Erinnerung an den Erfinder Alexander Behm, der hier zur Schule ging
- 1989: Gedenktafel an der Goetheschule in der Wallallee zur Erinnerung an den Architekten Werner Cords-Parchim, der hier zur Schule ging
- 1989: Gedenktafel an der Mittelstr. 18 für ältesten nachweisbaren Vorfahren der Gebrüder Mann, die im Vorgängerhaus wohnten
- 1989: Gedenktafel an der Auf dem Sassenhagen 52 für Rudolf Tarnow, der in diesem Haus seine Jugend verbrachte
- 1990: Gedenktafel in der John-Brinkmannstr. 8–10 (Asklepios-Klinik, Foyer) für Johannes Gillhoff, der in diesem Krankenhaus verstarb
- 1990: Findling vor dem Rathaus für die Deutsche Wiedervereinigung, im Frühjahr 2023 vor die neue Kulturmühle umgesetzt.
- 1993: Gedenktafel an der Blutstr. 5–6 für die Lehrer Erich Creutzfeldt und  Karl Richter als Opfer stalinistischen Terrors. 1995 wurde die Tafel gestohlen und wieder ersetzt.
- 1996: Zwei Gedenkstelen des Bildhauers Wieland Schmiedel zwischen Parchim und Slate sowie vor dem Ortseingang von Parchim aus Richtung Crivitz für die Opfer des KZ-Todesmarsches
- 2000: Gedenktafel an der Rosenstr. 43/44 für die Zerstörung der Inneneinrichtung der Synagoge am 9. November 1938
- 2001: Brunnen „Weib auf Stierkopf“ von Bildhauer Michael Mohns, auf dem Schuhmarkt
- 2006: Gedenkstein Moltke-Platz, gegenüber Eingang Stadtarchiv, für Patenschaft mit PzArtBtl 405 (Panzerdivision Dabel)
- 2009: Sandsteinskulptur Liegende des Bildhauers Wieland Schmiedel, Moltkeplatz
- 2009: Sandsteinskulptur Courage des Bildhauers Wieland Schmiedel, vor dem Stadthaus
- 2009: Kunstwerk Sonnenuhr des Bildhauers Utz Brocksieper, Cordesiusstraße
- 2009: Kunstwerk Aggression des Bildhauers Max Schmelcher, Ebelingplatz
- 2009: Kunstwerk Leichtigkeit des Steins des Bildhauers Max Schmelcher, Ecke Westring / Ziegendorfer Chaussee
- 2024: Gedenkstein im Forstrevier Slate in der Nähe des Poltnitzer Weges für ehemaligen Oberförster Erhard Bach (1947–2024)
- 2024: Hinweisstein im Forstrevier Sonnenberg für die Forstsenator-Sommer-Schneise, 1832 führte Senator Sommer (1779–1849) eine geordnete Waldwirtschaft ein, ließ geradlinige Schneisen anlegen, es entstanden die Slater Tannen, die Dammer Tannen und Malchower Tannen.
- 2025: Hinweisstein im Forstrevier Kiekindemark für die Förster-Hackert-Schneise, für den ehemaligen Revierförster Fritz Hackert (1911–2010)

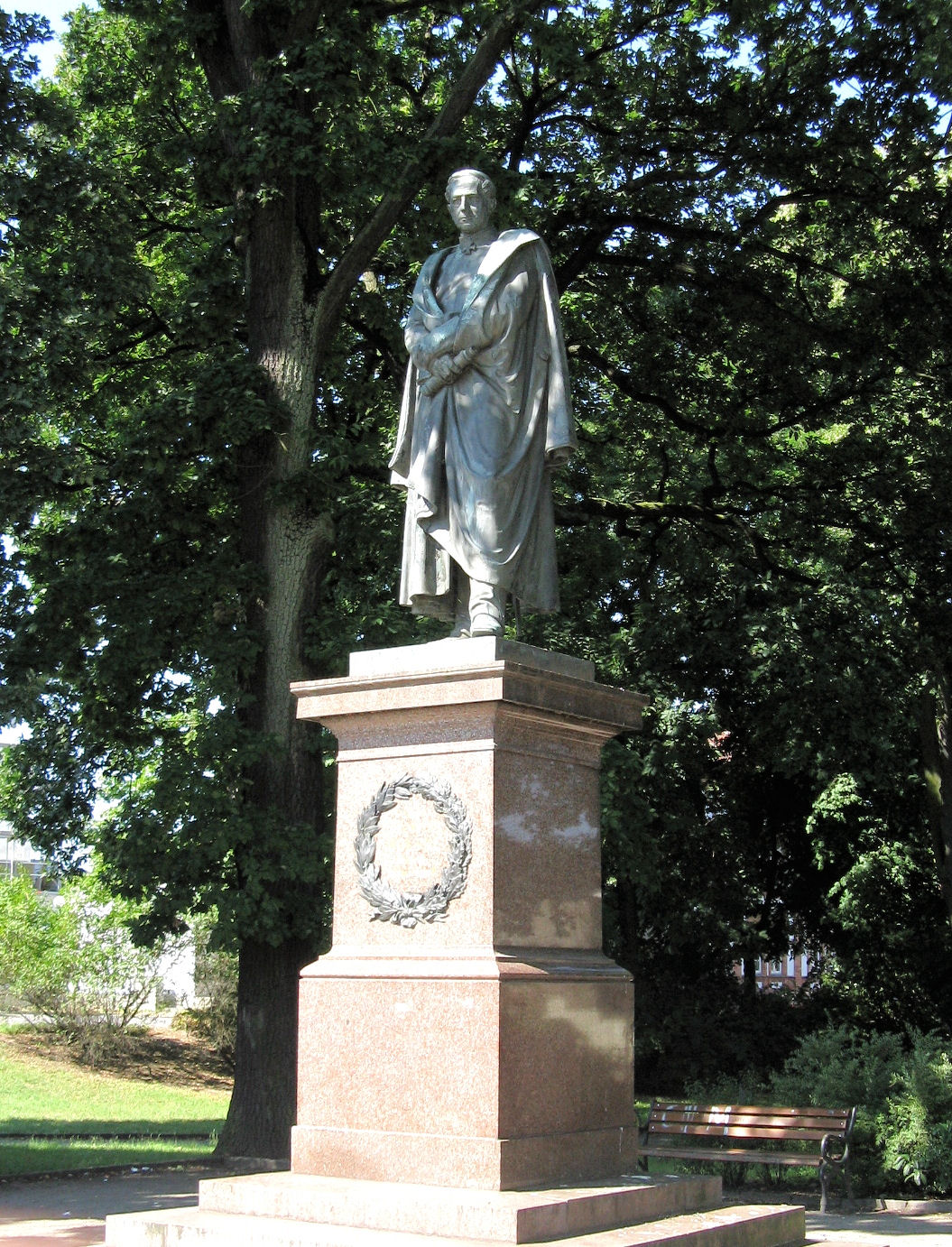
Moltke-Denkmal
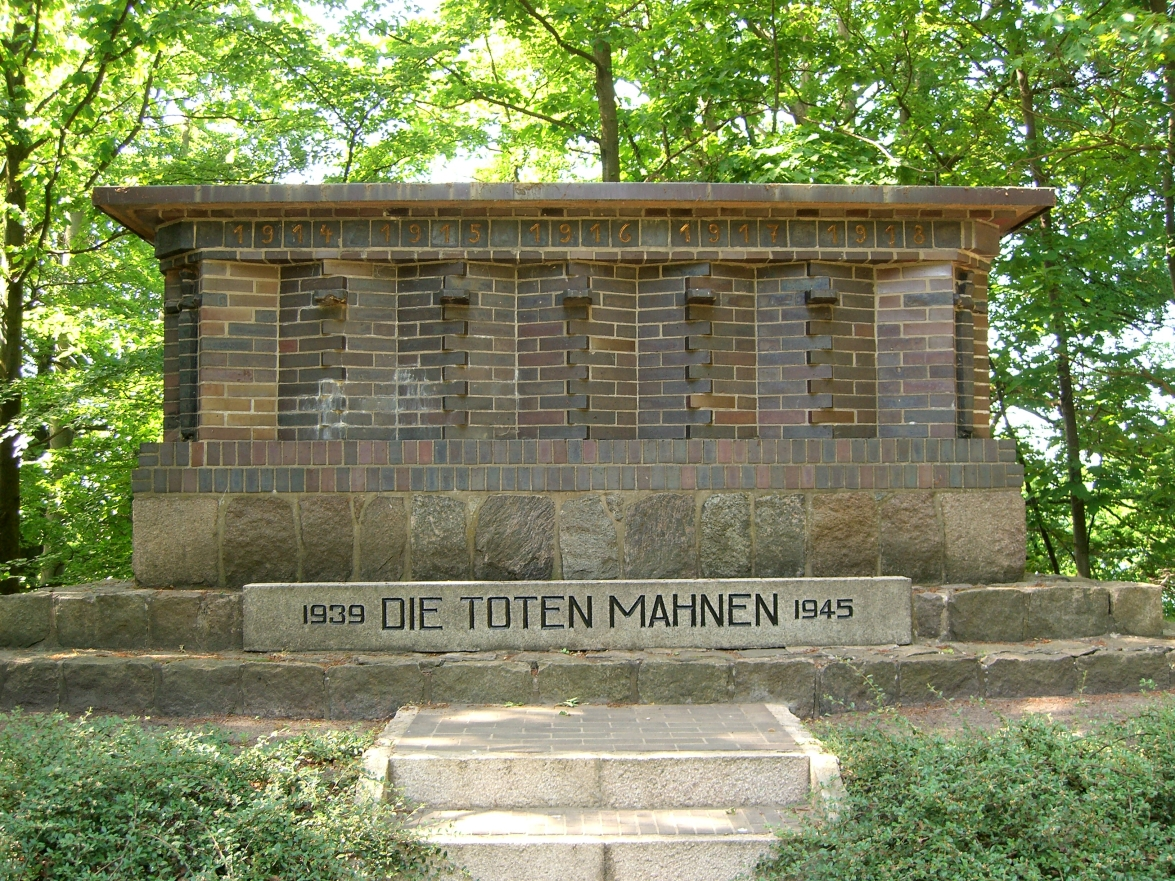
Denkmal 1914/18
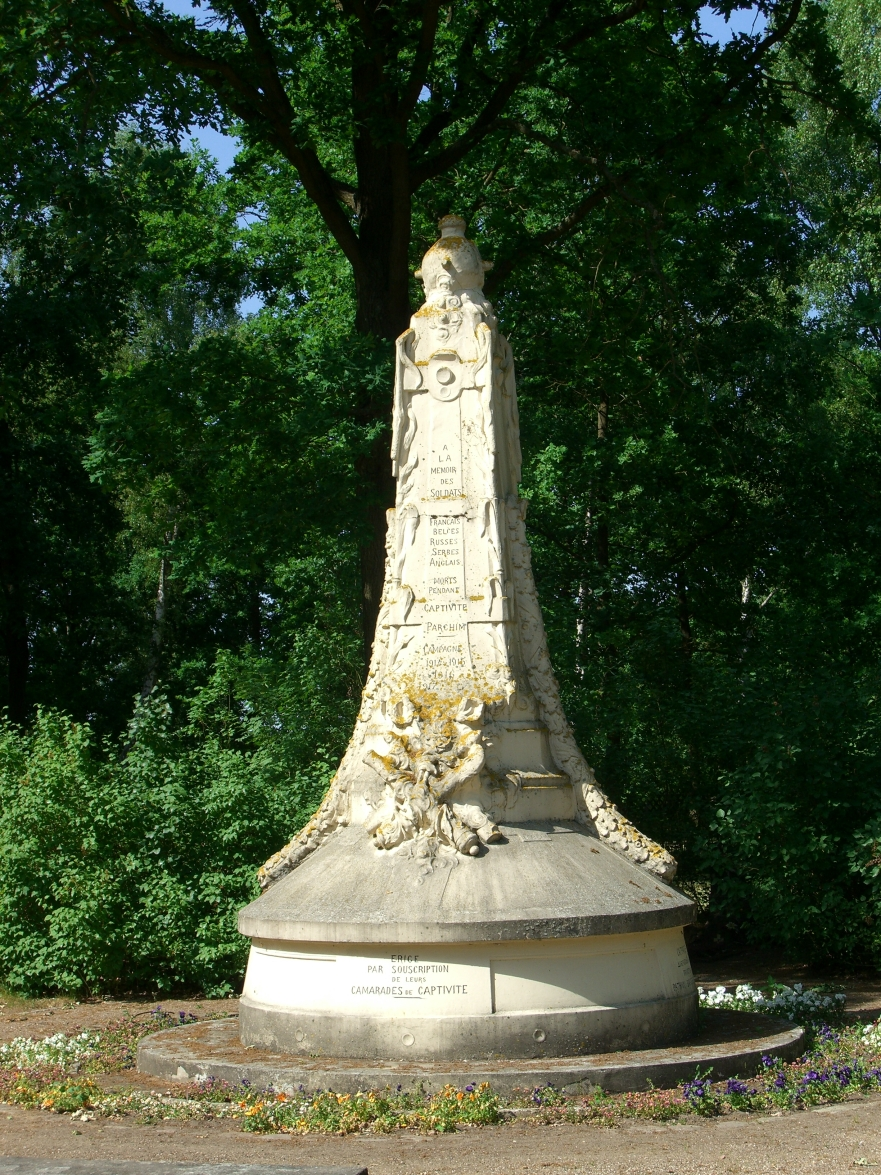
Lagerdenkmal 1916
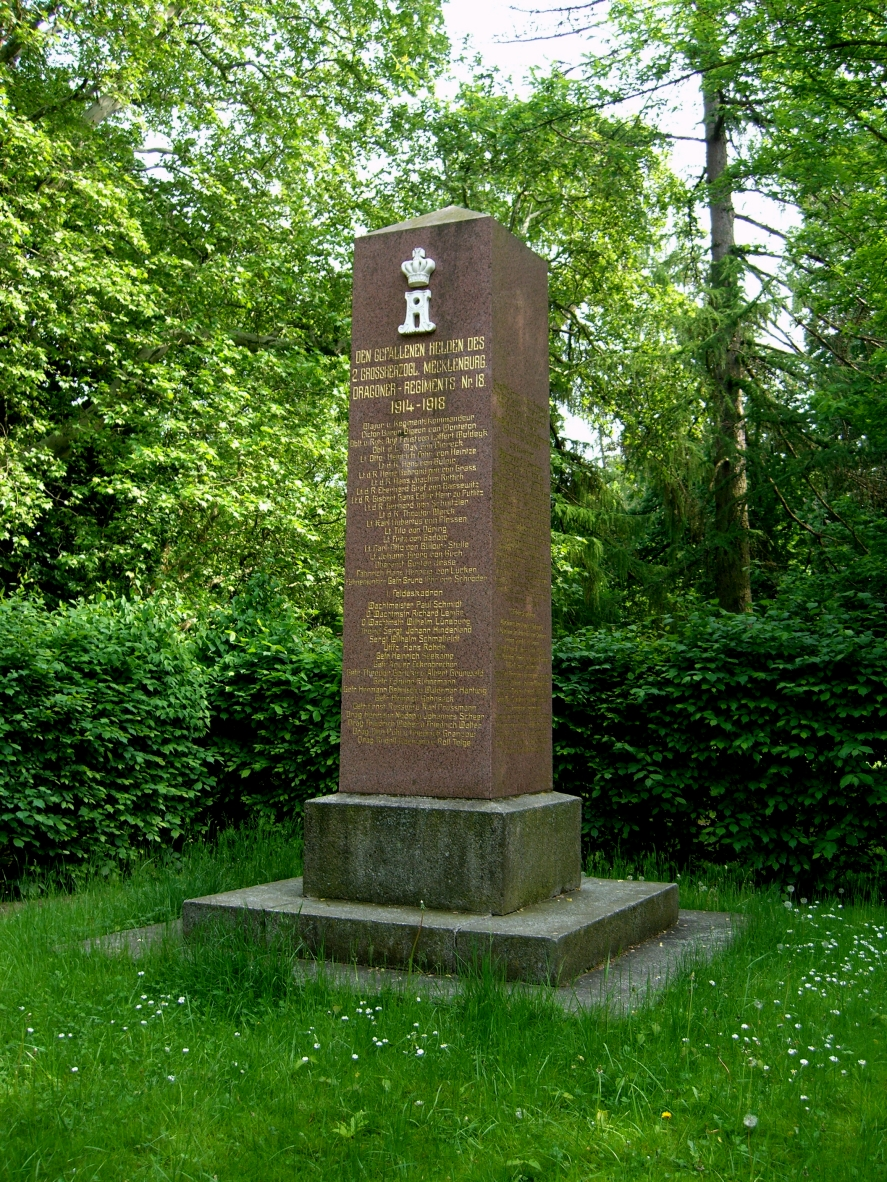
Dragonerdenkmal 1914/18
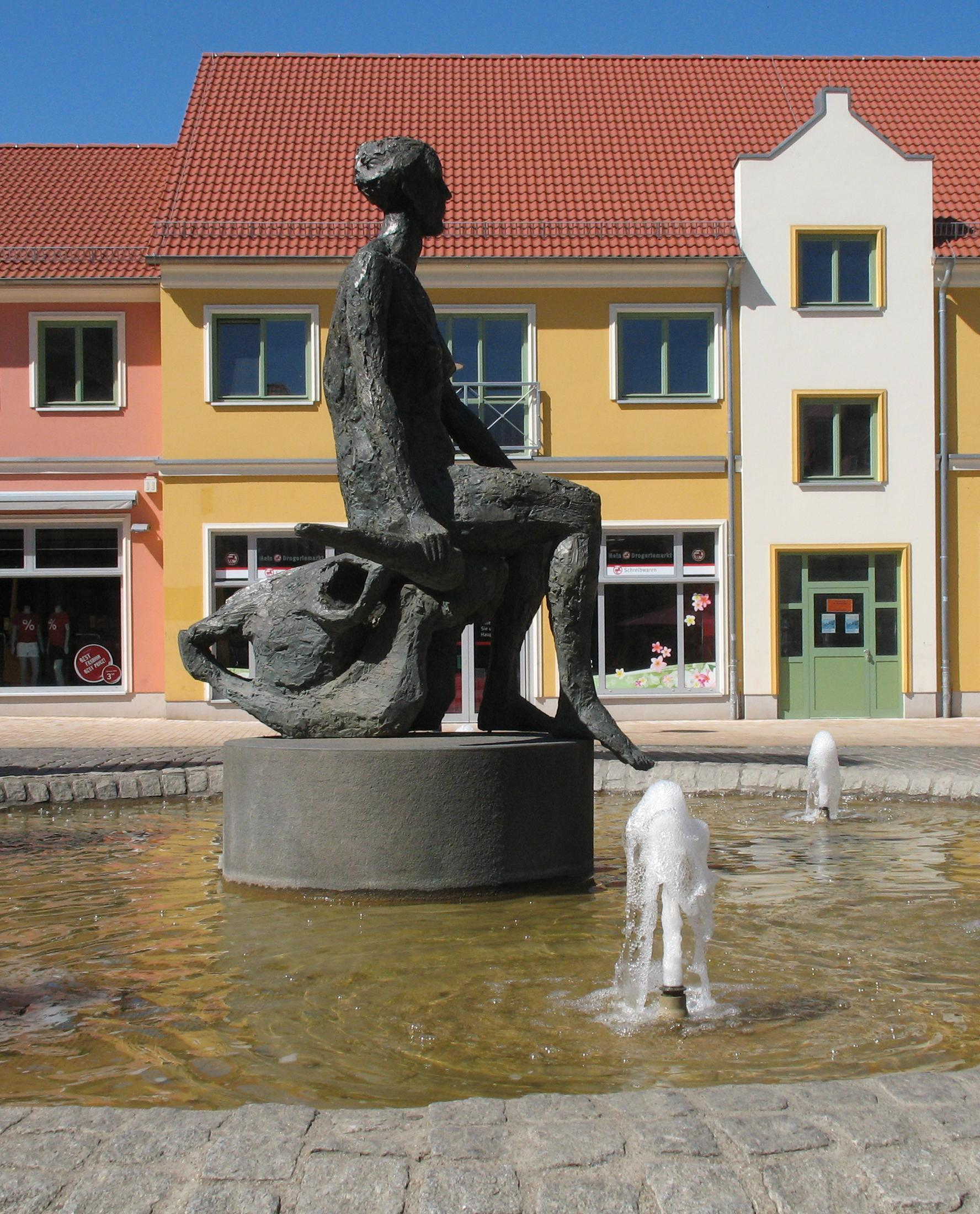
Brunnen „Weib auf Stierkopf“

### Kultur
Im Stadtgebiet befinden sich mehrere kulturelle Einrichtungen:
- Mecklenburgisches Landestheater Parchim mit Schauspielen für Erwachsene, Kinder und Jugendliche sowie einer Jugendtheatergruppe, in der Kulturmühle Parchim.
- Multiplex-Kino mit drei Kinosälen und Kunstfilm-Tagen, in der Regimentsvorstadt
- ebe-art-Galerie, stadtauswärts in Richtung Lübz
- Landeskirchliche Gemeinschaft Parchim, im ehemaligen Schulgebäude am Ziegeleiweg 1c
- Museum der Stadt Parchim, Kulturmühle Parchim[21]

Parchim verfügt über einige heimische Musiker und Bands, welche unterschiedlichsten Musikrichtungen angehören, wie z. B. Blues, Rock, Independent Music, Folk etc. Diese treten zu verschiedenen Veranstaltungen in und um Parchim auf. Darüber hinaus fand alljährlich, jeweils einmal im Frühjahr und Herbst, in der Innenstadt ein Musikfest statt, die sogenannte „Musikmeile“. In dieser traten internationale Bands und Einzelmusiker in Gaststätten, Bars und Kneipen auf.
Ein Stadtfest im Mai und eine „Einkaufsnacht“ (seit 2005) an einem Samstag im Juni werden jedes Jahr veranstaltet. In jedem Jahr findet am ersten Novemberwochenende der „Martinimarkt“ statt. Seit 2001 gibt es einen „Adventsmarkt“, der fast ausschließlich von Vereinen gestaltet wird, in und um die St. Marienkirche.

## Wirtschaft und Infrastruktur

### Ansässige Unternehmen
Das älteste in der Stadt ansässige Unternehmen ist nach Schließung der Mühle Anfang 2008 (diese bestand seit 1809) ein Backofenbaubetrieb, dessen Wurzeln bis in das Jahr 1874 zurück reichen.

### Verkehr

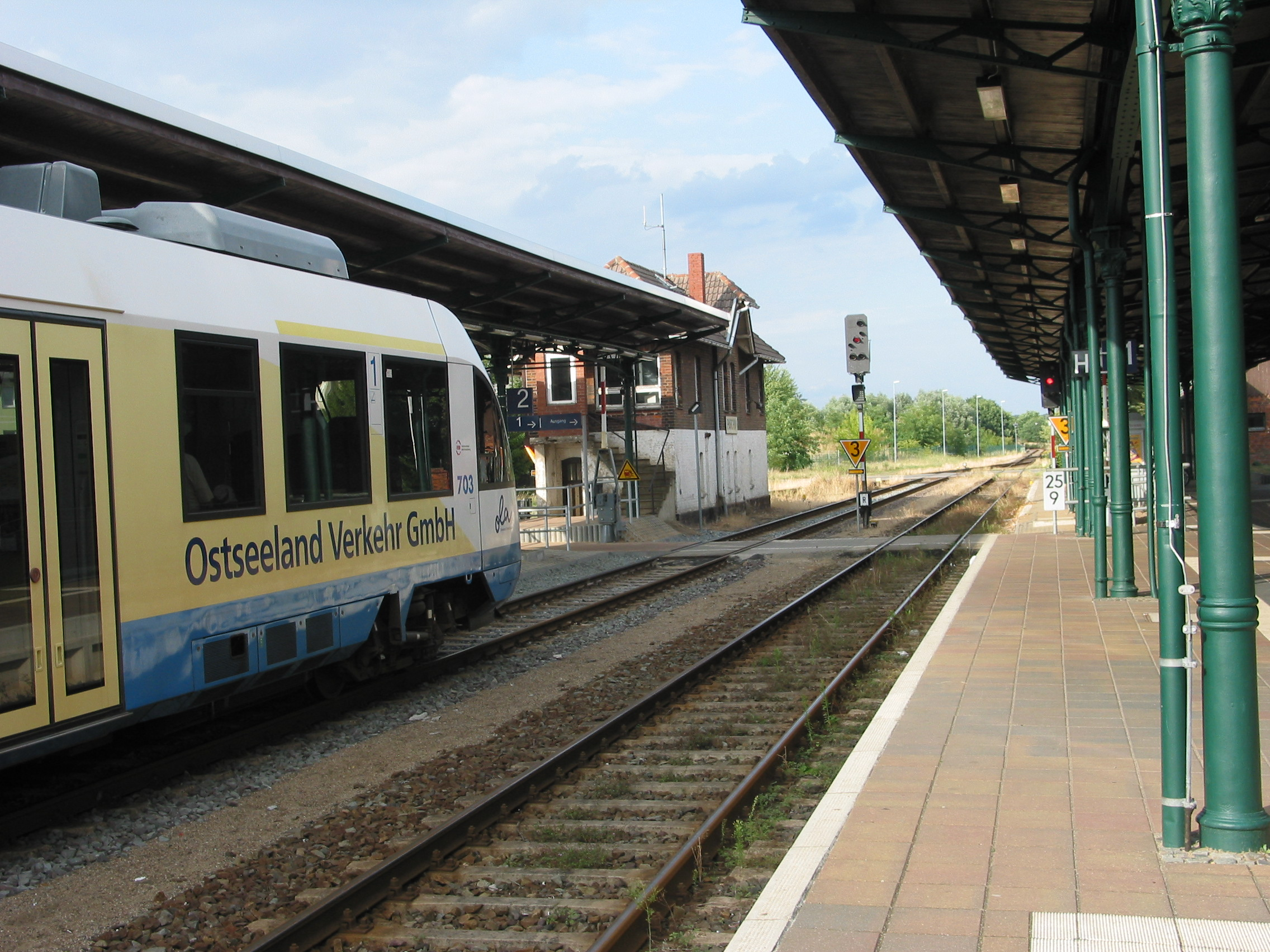
Bahnhof Parchim mit Stellwerk und Lint 41 der Ostseeland-Verkehr, abfahrbereit Richtung Schwerin

Parchim liegt an den Bundesstraßen B 191 (zwischen Ludwigslust und Lübz) und B 321 (zwischen Schwerin und der Autobahnanschlussstelle Suckow an der A 24 Hamburg–Berlin). Die Stadt ist auch über die Anschlussstelle Neustadt-Glewe (ebenfalls an der A 24) erreichbar.
Der Bahnhof Parchim liegt an den Bahnstrecken Schwerin–Parchim und Ludwigslust–Parchim. Er wird von den Regionalbahnlinien RB 13 (Parchim–Schwerin–Rehna) und RB 14 (Parchim–Hagenow Stadt) bedient. Alle Strecken werden von der ODEG betrieben. Der Personenverkehr auf der Mecklenburgischen Südbahn bis nach Malchow wurde am 30. April 2015 eingestellt, seit Sommer 2020 wird ein Saisonverkehr nach Plau am See angeboten. Bis 1945 existierte zudem eine Strecke nach Suckow.
Innerhalb der Stadt fahren von Montag bis Freitag in der Zeit zwischen 5:30 Uhr bis 18:30 Uhr Stadtbusse auf zwei Linien der Verkehrsgesellschaft Ludwigslust-Parchim (VLP).
Durch Parchim führt die als Müritz-Elde-Wasserstraße staugeregelte Elde.
Flughafen
In unmittelbarer Nähe der Stadt liegt der Flughafen Schwerin-Parchim, der auch die Landeshauptstadt Schwerin bedient. Der Flughafen wurde 1934 erbaut, 1945 zerstört und dann von den sowjetischen Besatzern wieder aufgebaut und als Militärflugplatz genutzt. Nach deren Abzug 1991 und einigen Umbaumaßnahmen wurde er für zivile Zwecke weitergenutzt und zunächst von der Stadt und dem Landkreis Ludwigslust-Parchim bewirtschaftet. Es folgte eine Verpachtung an die Wiggins Group, ein US-kanadisches Luftfahrt-Beratungsunternehmen, in der Hoffnung, er werde ein regionaler Reise- und Frachtflughafen. Nach der Insolvenz der Wiggins Group und zwischenzeitlicher Vermarktung durch Stadt und Landkreis wurde u. a. eine Lagerhalle gebaut.
Der Flughafen soll nun ein reines Fracht-Drehkreuz werden, für dessen Zwecke sich ein schweizerisches Logistikunternehmen ansiedelte. Von Seiten des Landes wurden 36 Mio. Euro an Fördermitteln eingesetzt. Als Vorteile für den Standort Parchim gelten die gute Anbindung an Straßen- und Schienennetz sowie eine 24-stündige Flugerlaubnis und eine für Großflugzeuge geeignete 3000-Meter-Landebahn.
Das chinesische Frachtunternehmen LinkGlobal Logistics Co. Ltd. hat im Mai 2007 den Flughafen Parchim sowie die umliegenden Gewerbeflächen vom Landkreis gekauft. Der zunächst vereinbarte Kaufpreis in Höhe von 30 Millionen Euro wurde auf 18 Millionen Euro reduziert. Neben Frachtflügen von der zentralchinesischen Stadt Zhengzhou in der Provinz Henan waren auch wöchentliche Passagierflüge ins Auge gefasst. Geplant war der Bau von Luxushotels, eines Spielcasinos sowie eines Einkaufstempels für chinesische Touristen. Man hoffte in absehbarer Zeit auf 1000 neue Arbeitsplätze. Der Flugbetrieb war für das zweite Quartal 2014 angekündigt, kam jedoch nie zustande.
Im Jahr 2017 wurde der Flughafen von großen deutschen Fluggesellschaften vorrangig für Schulungsflüge genutzt (2174 von 2300 Starts) und verzeichnete 54 abgefertigte Passagiere. Zum 1. Januar 2019 wurden 20 von 25 im Frachtbereich tätigen Mitarbeiter der Baltic Airport Mecklenburg GmbH entlassen. Der Flughafen wurde am 1. Februar 2023 offiziell geschlossen.

### Bildung
- Grundschule „Goethe Grundschule Parchim“[28]
- Grundschule „Grundschule West“ (Weststadt)
- Friedrich-Franz-Gymnasium
- Grundschule „Adolph-Diesterweg“

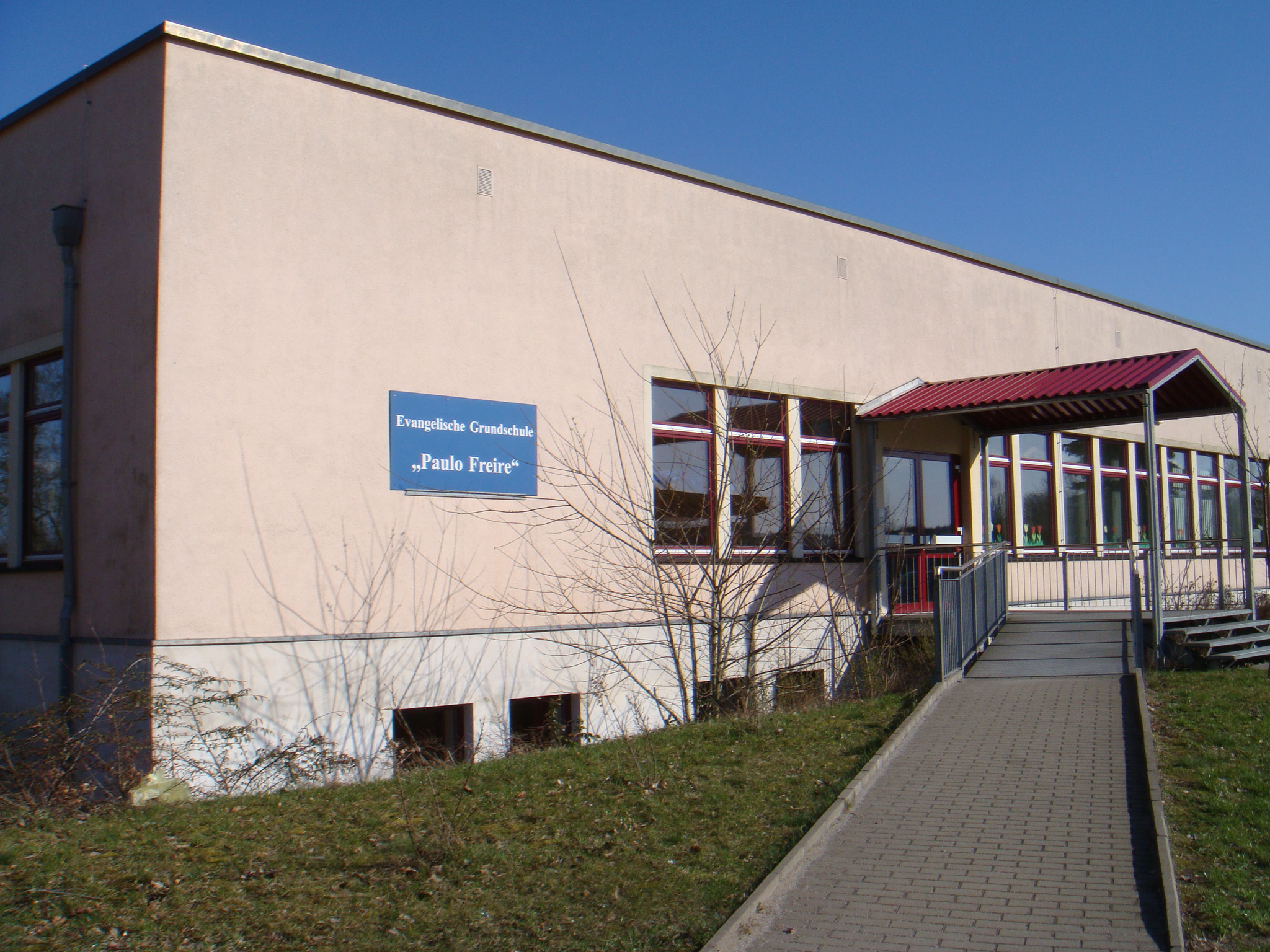
Evangelische Grundschule „Paulo Freire“ 2010

- Evangelische Grundschule „Paulo Freire“, die in den 1990er Jahren eröffnet wurde und den Namen des brasilianischen Reformpädagogen Paulo Freire trägt.
- Regionale Schule „J.W. Goethe“[29]
- Regionale Schule „Fritz-Reuter“

### Sport
- Für überregionales sportliches Interesse sorgt in Parchim der MC Mecklenburgring Parchim. Auf dem „Mecklenburgring“, einer Langbahn die Weltmeisterschaftsbedingungen bietet, finden regelmäßig Sandbahnrennen mit internationaler Beteiligung, jedoch auch Konzert-Events statt.
- Seit der Saison 2000/01 spielen die Volleyballerinnen des 1. VC Parchim in Zusammenarbeit mit dem Schweriner SC erfolgreich in der 2. Bundesliga/Nord der Frauen.
- Bekanntester Fußballverein ist der SC Parchim, der insgesamt drei Spielzeiten in der DDR-Liga absolvierte. Er spielt in der Saison 2019/2020 in der Landesliga West Mecklenburg-Vorpommern.
- Der Radsportverein „Vorwärts“ Parchim wurde 1990 gegründet, als es die Armeesportvereinigung Vorwärts mit dem Ende der DDR nicht mehr gab. Vorgänger der ASG Vorwärts Parchim, die seit Dezember 1977 bestand, war die Sektion Radsport in der BSG Einheit Parchim, die 1953 gegründet wurde. Die damalige Radsport-Sektion der Betriebssportgemeinschaft Einheit Parchim (BSG) führte 1959 das traditionelle Querfeldeinrennen erstmals ein, eine Disziplin des Radsports die im Oktober 2009 zum 50. Mal ausgetragen wird.
- Die 2007 gegründete Rollstuhltanzgruppe Parchimer Tanzteufel beim SV Einheit 46 Parchim e. V. trat 2010 beim Deutschlandpokal der Breitensportler im Rollstuhltanz in Rheinsberg an und errang zwei Pokale.[30]

## Sonstiges
Die Umgebung Parchims ist Handlungsort einer vor allem regional bekannten Sage, in der Räuber Vieting eine Hauptfigur ist. Durch Überlieferungen gibt es mehrere Versionen. Vieting soll Kaufleute und andere Reisende beraubt und zumeist ermordet haben. Einem aus Slate oder Umgebung stammenden und gefangengenommenen Mädchen gelingt es durch eine List, einen Schwur zu umgehen und Stadtsoldaten auf die Spur des gesuchten Räubers zu führen, die ihn fassen. Der Räuber Vieting wird zum Tode verurteilt und äußert als letzten Wunsch einen Kuss der Verräterin, bei dem er ihr die Zunge abbeißt.
Die legendäre Hamburger Reederei F. Laeisz benannte 1889 eines ihrer sogenannten Flying P-Liner das Vollschiff Parchim nach der Stadt Parchim.